# Ligne Maginot
La ligne Maginot, du nom du ministre de la Guerre André Maginot, est une ligne de fortifications construite par la France le long de sa frontière avec la Belgique, le Luxembourg, l'Allemagne, la Suisse et l'Italie de 1928 à 1940.
Le terme « ligne Maginot » désigne parfois le système entier, c'est-à-dire la ligne allant de la Manche à la Méditerranée, le long des frontières françaises, mais plus souvent les seules défenses contre l'Allemagne (c'est-à-dire celles du théâtre d'opérations du Nord-Est), tandis que les défenses contre l'Italie sont parfois appelées « ligne alpine » (dans le théâtre d'opérations du Sud-Est). À ces deux ensembles s'ajoutent les fortifications de la Corse, de la Tunisie (la ligne Mareth) et d'Île-de-France (la ligne Chauvineau). Le long de la frontière franco-allemande, la ligne se compose d'un obstacle presque continu de barbelés, défendu par un tir croisé de mitrailleuses, elles-mêmes couvertes par de l'artillerie, le tout protégé par d'épaisses couches de béton et de blindage. La mission de ces fortifications était à l'origine de protéger le territoire français d'une attaque brusquée, laissant le temps à l'armée de terminer sa mobilisation.
Bien qu'utilisées pendant les combats de mai-juin 1940, ces fortifications n'empêchent pas la défaite française, à tel point que l'expression « ligne Maginot » est devenue synonyme d'une défense que l'on croit infranchissable, mais qui se révèle inefficace,,.
Partiellement réutilisés par l'occupant allemand, notamment lors des combats de 1944-1945, plusieurs ouvrages sont remis en état après la guerre dans le contexte du début de la guerre froide. L'essentiel est depuis abandonné, mis à part quelques éléments conservés par des associations.

## Dénomination

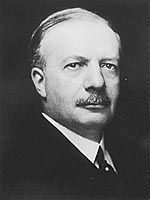
André Maginot, ministre au moment du vote des crédits nécessaires aux fortifications.

La ligne doit son nom à André Maginot (1877-1932), le ministre de la Guerre du 3 novembre 1929 au 17 février 1930 qui obtient le vote en décembre 1929 de la loi permettant le financement des régions fortifiées. En effet, les gouvernements et l'état-major n'envisagent plus vraiment d'opérations militaires actives. Le positionnement statique apparaît dès lors préférable tandis qu'une armée de manœuvre apparaît contraire aux nouvelles positions diplomatiques de la France.
Pour l'armée française de l'époque, la désignation officielle est la « fortification permanente » ou les « régions fortifiées ». Le terme de « ligne Maginot » provient de la presse, où il commence à être employé à partir de 1935, repris par le ministre de la Guerre Jean Fabry en août 1935 lors de l'inauguration du monument Maginot près de Verdun.

## Architecture

### Structure générale
La ligne Maginot est un dispositif complexe qui s'échelonne en profondeur sur différents niveaux depuis la frontière.

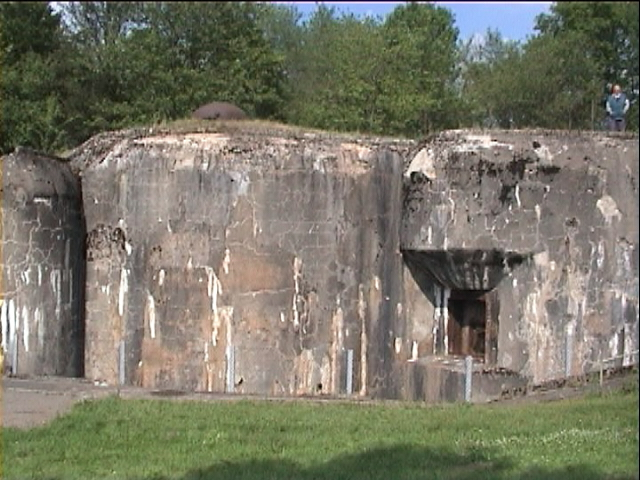
La façade du bloc 9 de l'ouvrage du Hackenberg, percée d'un créneau cuirassé pour un canon de 135 mm sous casemate. La dalle de béton armé servant de toiture, d'une épaisseur de 3.5 mètres, porte en plus une tourelle pour deux autres canons, ainsi que deux cloches pour fusil-mitrailleur.

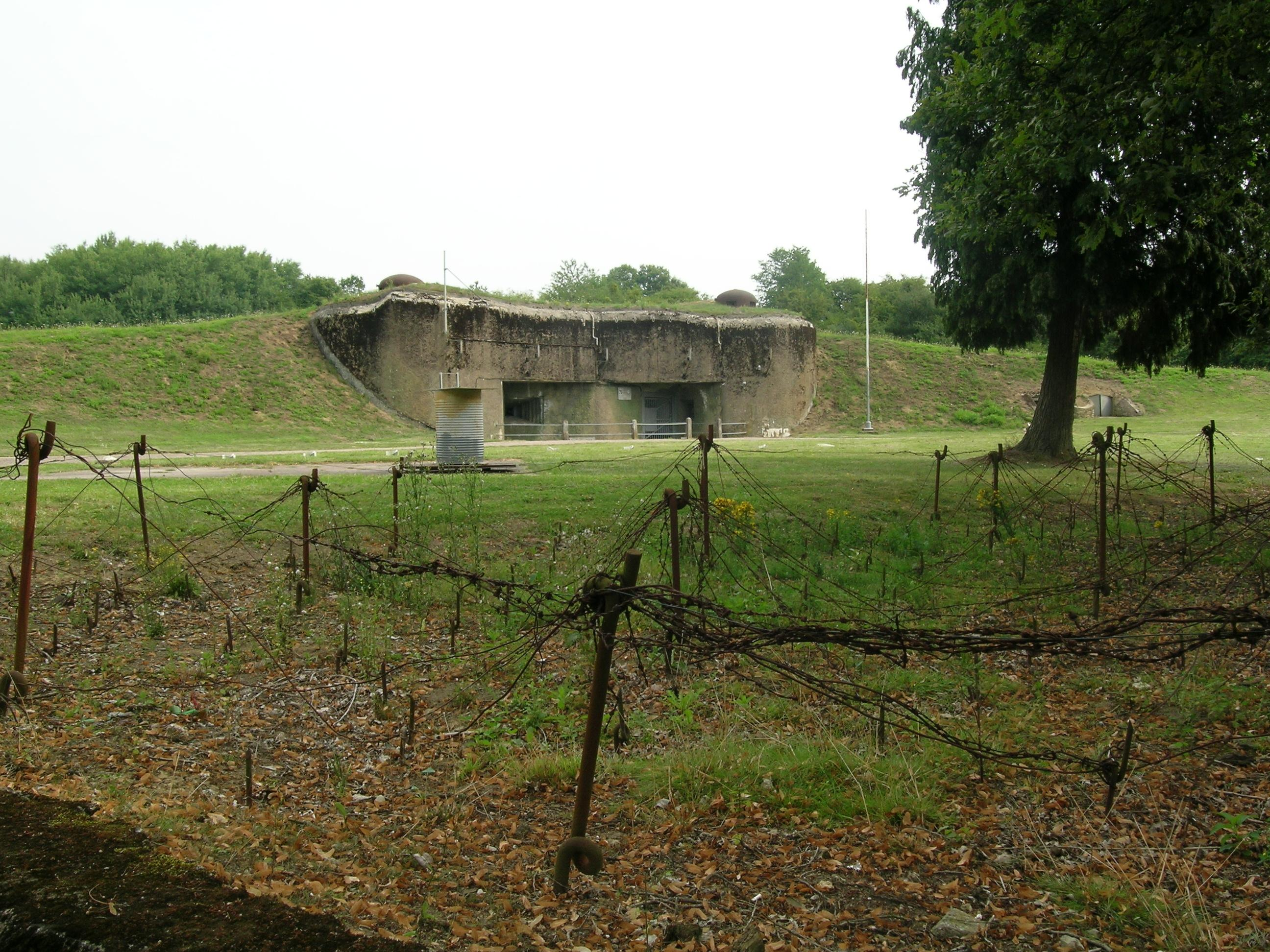
Réseau de barbelés, devant l'entrée de l'ouvrage de l'Immerhof.

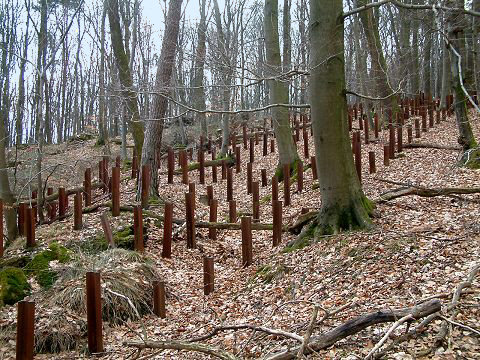
Réseau de rails antichars, devant l'ouvrage du Hochwald.

La ligne n'est pas conçue de manière homogène et sa réalisation n'est en général pas conforme aux projets d'origine pour des raisons essentiellement budgétaires. Dans les parties les plus conformes aux projets initiaux (le secteur de Thionville en particulier), on distingue quatre parties distinctes :
1. la ligne des avant-postes, destinée avant tout à détecter une attaque brusquée et à la retarder un temps grâce à des dispositifs prévus (routes minées, barrières, notamment) pour laisser le temps à la « ligne principale de résistance » de se mettre en état d'alerte ;
2. la « ligne principale de résistance » est à environ deux kilomètres derrière les avant-postes. Elle était matérialisée par un double réseau de rails antichars et de barbelés tout le long de la frontière, balayée par les axes de tir à la mitrailleuse des casemates, et couverte par les tirs d'artillerie des gros ouvrages ;
3. Les abris d'intervalles destinés à assurer la protection d'une partie des troupes combattantes à l'air libre. Il s'agit en fait de casernes souterraines équipées uniquement pour le combat rapproché ;
4. L'arrière du front comporte tous les équipements de soutien logistique : réseau de téléphone et d’électricité, routes et voies ferrées militaires de 0,60 m dérivées du système Péchot, dépôts de munitions, casernes de temps de paix, postes de commandement, etc.

La « ligne principale de résistance » est avant tout fondée sur un barrage de tirs de mitrailleuses le long de l'obstacle que forment les deux réseaux de barbelés et de rails antichars, presque en continu de la mer du Nord à la Suisse.
Le réseau de fil de fer barbelé est large de 12,5 mètres, soit six rangs de piquets en forme de queues de cochon d'un mètre de haut qui soutiennent les fils en formant des vagues, avec des ardillons plantés dans le sol et dépassant de 20 cm. Le rôle du réseau est de freiner l'infanterie assaillante pour que les mitrailleuses puissent la faucher.
Le réseau de rails est composé de sections de rails de trois mètres enterrées à la verticale sur six rangs de profondeur, dépassant de 60 cm à 1,3 m au-dessus du sol. Son rôle est d'arrêter les véhicules assaillants le temps que les canons antichars les détruisent.

### Casemates
Le barrage de tirs de mitrailleuses est fait en flanquement (les tirs se croisent, venant des flancs) par des casemates d'infanterie, construites théoriquement tous les 1 200 mètres (la portée utile des mitrailleuses). L'armement principal, composé de jumelage de mitrailleuses (l'une refroidit pendant que l'autre tire), est complété à partir de 1934 avec des canons antichars (de 47 mm ou de 37 mm). Les ouvrages s'intègrent dans cette ligne, avec des blocs d'infanterie servant de casemates et des blocs-tourelle équipés d'une tourelle de mitrailleuses ou pour armes mixtes (comprenant des mitrailleuses et des canons antichars de 25 mm).
Les casemates, appelées « casemates d'intervalle » pour les différencier des casemates des ouvrages, se déclinent en plusieurs modèles selon le terrain et la date de construction :
- les casemates CORF, construites de 1929 à 1930, tirant à partir d'un ou de plusieurs créneaux, simples (flanquement d'un seul côté) ou doubles (flanquement des deux côtés) ;
- les casemates CORF cuirassées, construites de 1931 à 1934, tirant à partir d'une ou plusieurs cloches pour mitrailleuses (certaines cumulant cloche JM et créneau JM) ;
- les casemates CORF « nouveaux fronts », construites de 1934 à 1935, simples, doubles ou cuirassées, avec en plus des cloches pour arme mixte (certaines recevront même une tourelle pour une arme mixte et un mortier) ;
- les blockhaus MOM (main-d'œuvre militaire), construits de 1935 à 1940, bien moins protégés et plus petits, avec des modèles très variés : STG (Section technique du génie), FCR (fortification de campagne renforcée), RFM (région fortifiée de Metz), RFL (région fortifiée de la Lauter), 1re, 2e, 20e et 7e RM (région militaire), etc.

Exemples de casemates et de blockhaus
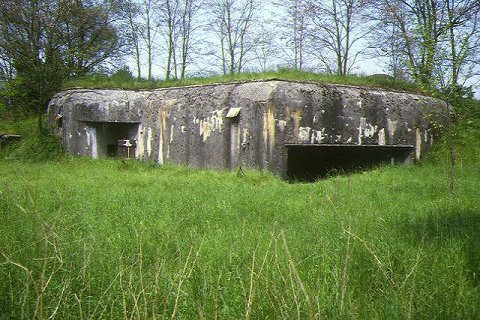
Une casemate CORF simple, la casemate de Rountzenheim Sud.
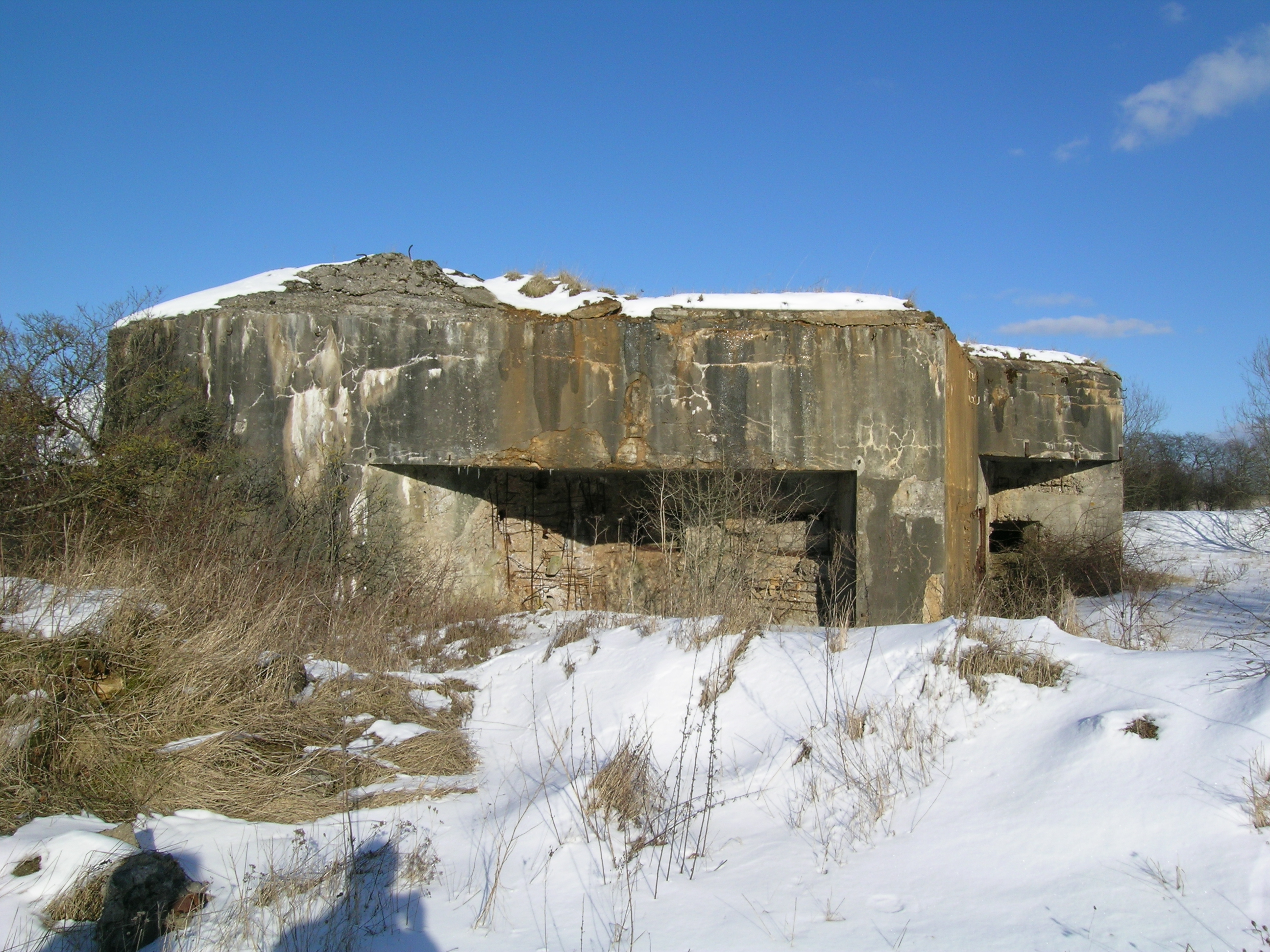
Casemate CORF simple, celle du Ravin-de-Crusnes.
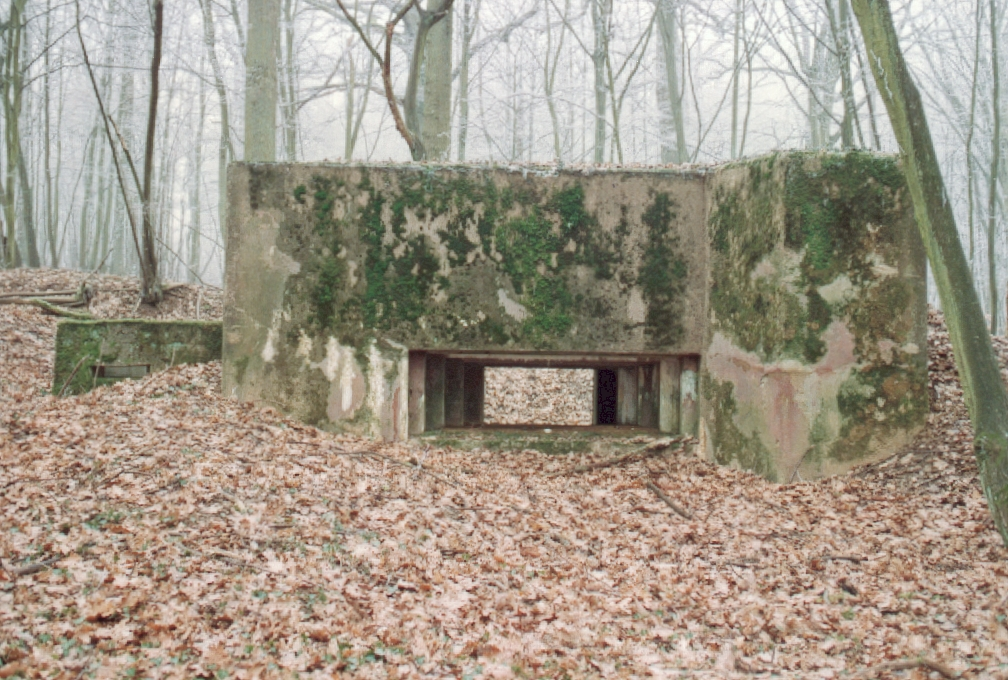
Un blockhaus STG dans le bois de Cattenom.
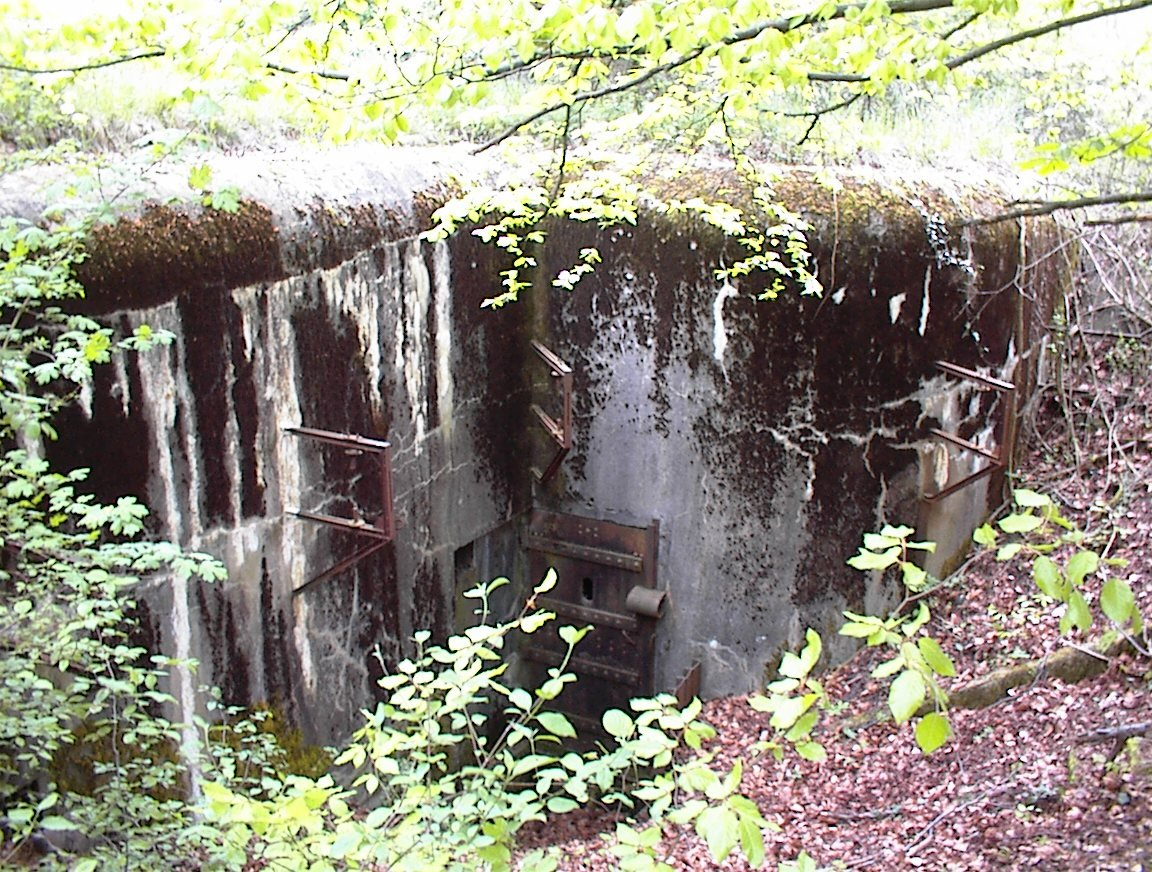
Blockhaus dans la forêt de Coume.

### Blocs et galeries
Un ouvrage de la ligne Maginot est un ensemble de blocs (constructions bétonnées) en surface reliés entre eux par des galeries souterraines. Le nombre de ces blocs et donc la taille de chaque ouvrage dépendent de sa mission, du terrain et des crédits disponibles.
De manière générale, on trouve des blocs destinés à servir d'entrées soit pour la troupe (que l'on appelle « entrée des hommes »), soit pour les munitions et le matériel (« entrée des munitions »). Parfois ces deux blocs sont regroupés en un seul pour des raisons pratiques (notamment pour les ouvrages de montagne) ou bien pour les petits ouvrages dépourvus d'artillerie (dans ce cas l'entrée des munitions n'est pas utile), elle est alors appelée « entrée mixte ».
Ces entrées donnent accès au réseau de galeries qui relient les différents éléments de l'ouvrage. En effet, les ouvrages Maginot sont enterrés, en général à 30 mètres de profondeur, afin d'être suffisamment protégés et le moins visible possible. Seuls les entrées et les blocs de combat sont donc visibles de l'extérieur d’un ouvrage. Les entrées des ouvrages sont toujours rejetées bien à l'arrière des blocs actifs, parfois à plusieurs kilomètres pour les ouvrages de plaine. Un ouvrage peut ainsi avoir plusieurs kilomètres de galeries (environ une dizaine pour les plus gros) mais tout dépend de sa situation géographique. Dans ce cas, des trains sur voie étroite à traction électrique permettent d'acheminer le matériel et les munitions aux blocs de combat.

### Lieux de vie
On retrouve ainsi, près de 20 mètres sous terre une infrastructure complexe avec les dortoirs pour la troupe, une cuisine, une infirmerie avec parfois un bloc opératoire, une salle des filtres (des filtres à air en cas d'attaque au gaz), une centrale de production d'électricité (tout dans un ouvrage fonctionne à l'électricité) pouvant compter jusqu'à quatre groupes électrogènes, des réserves de vivres, des réservoirs et citernes d'eau, de carburant, une soute à munitions, et parfois un magasin principal de munitions (dit magasin M 1). Tous ces organes se trouvent proches des entrées de l'ouvrage et sont reliés par galerie aux blocs de combat.

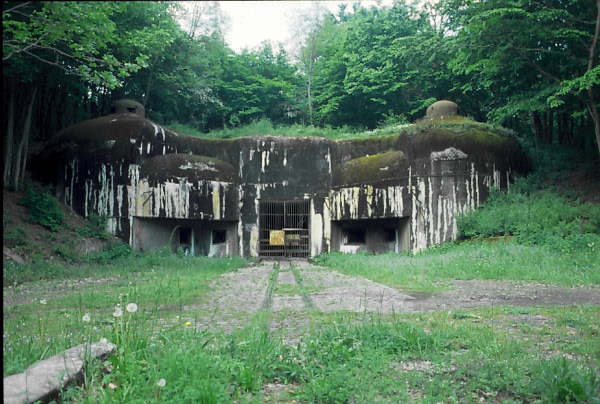
Entrée des munitions de l'ouvrage du Kobenbusch.
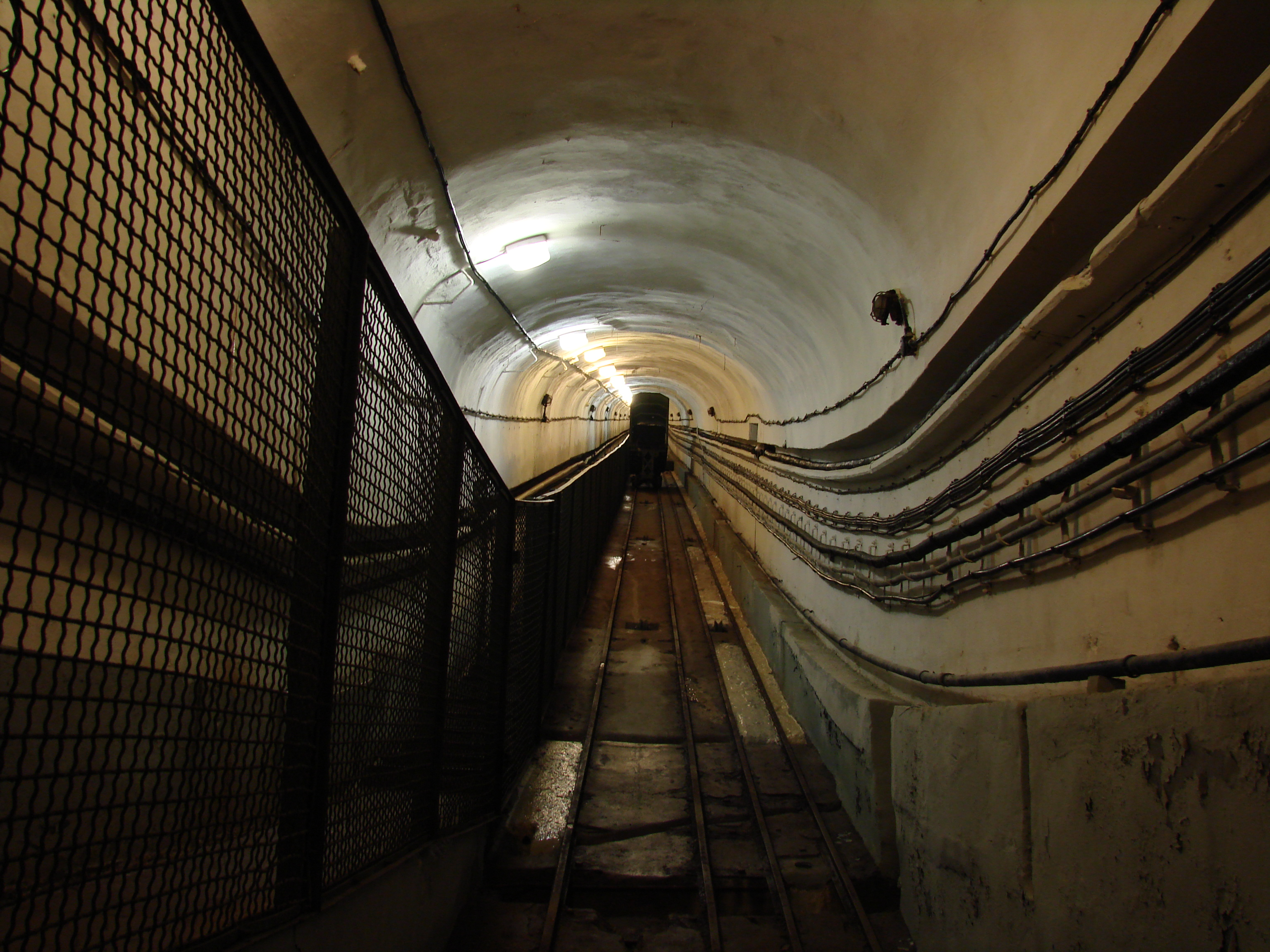
Plan incliné de l'ouvrage du Four-à-Chaux.
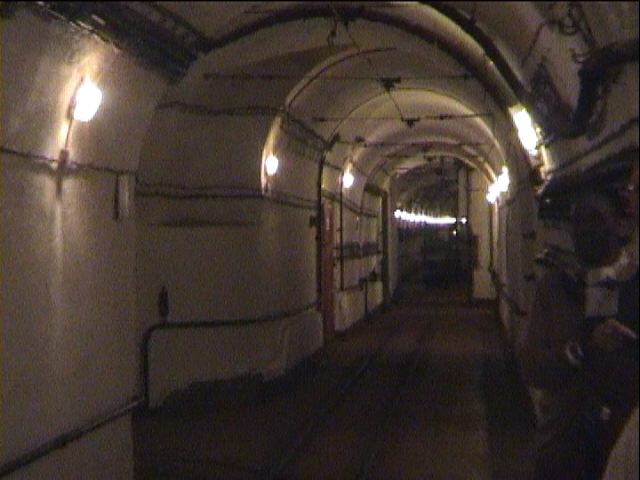
Galerie principale de l'ouvrage du Hackenberg.
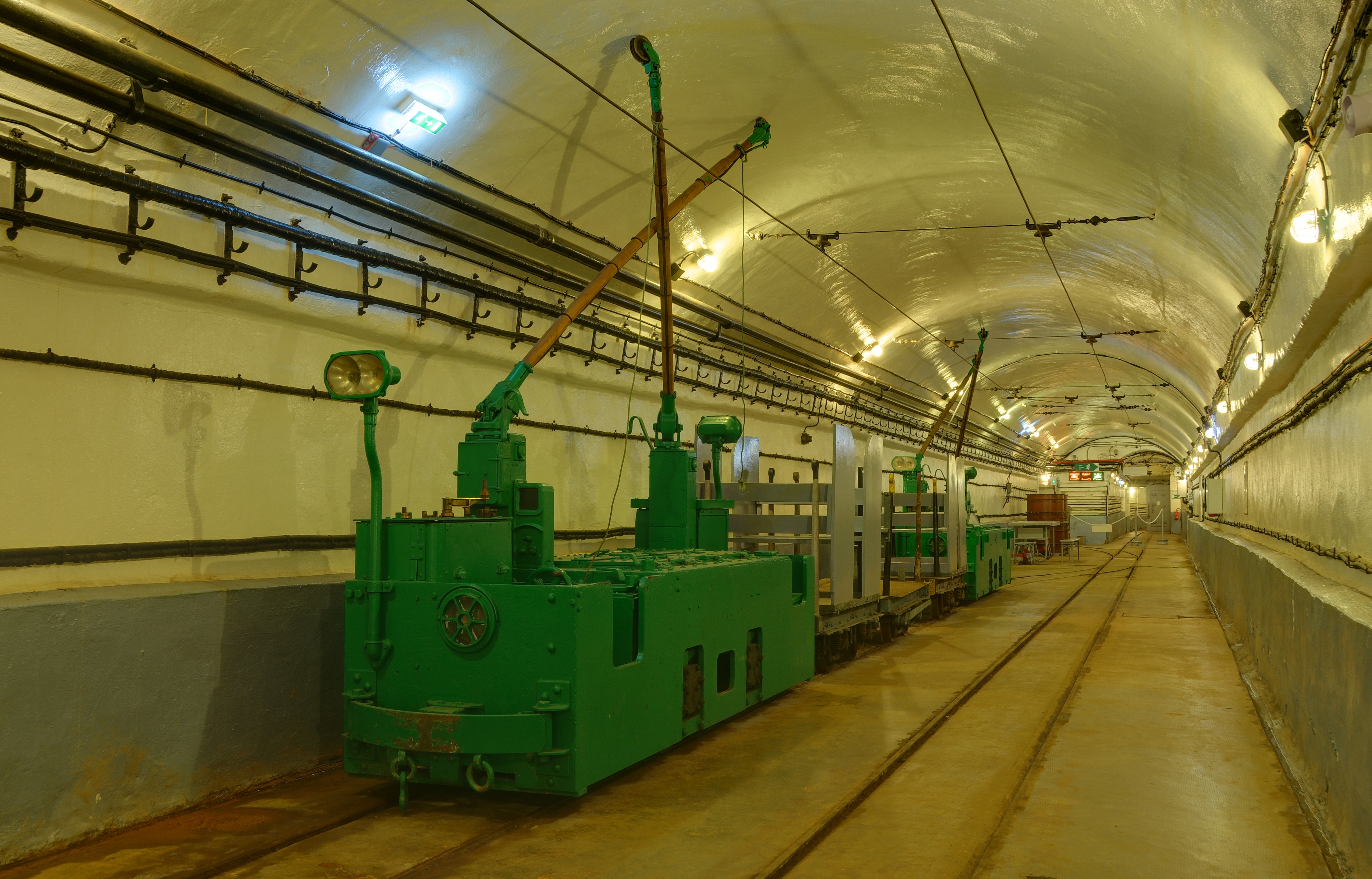
Gare et train électrique de l'ouvrage de Schœnenbourg.
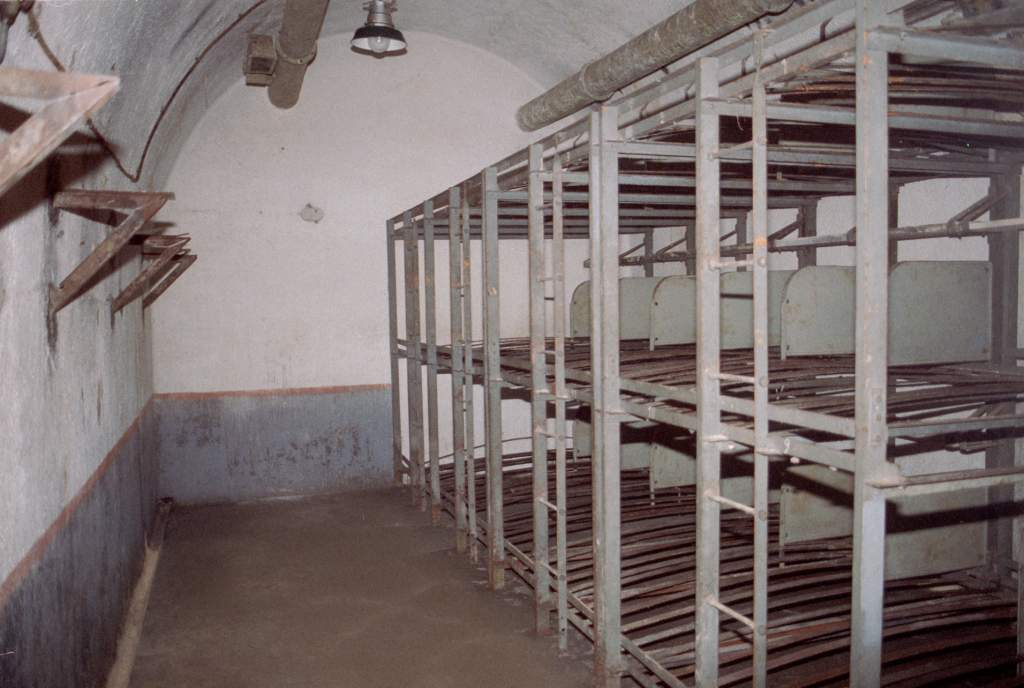
Chambrée pour les hommes de troupe (ouvrage de Saint-Ours Haut).
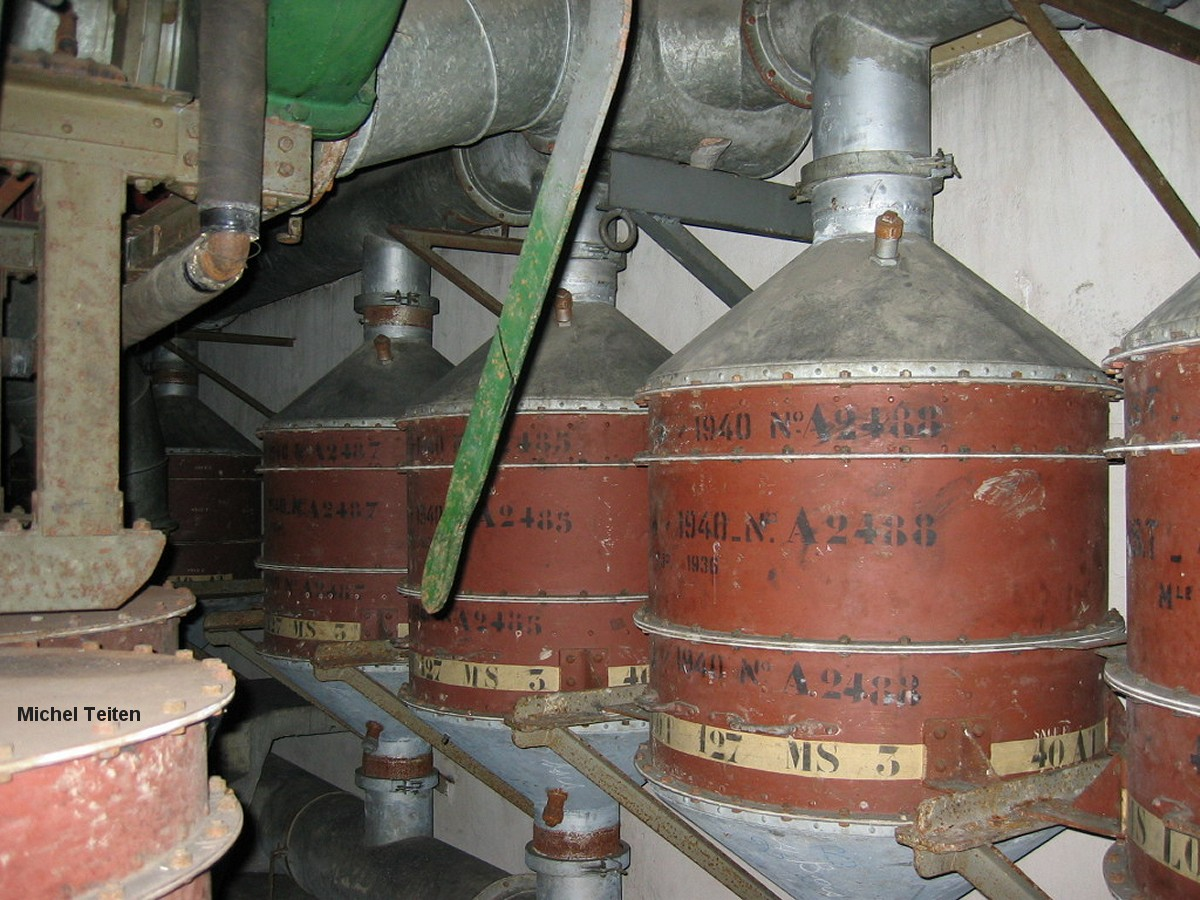
Salle des filtres de l'abri d'Hettange-Grande.
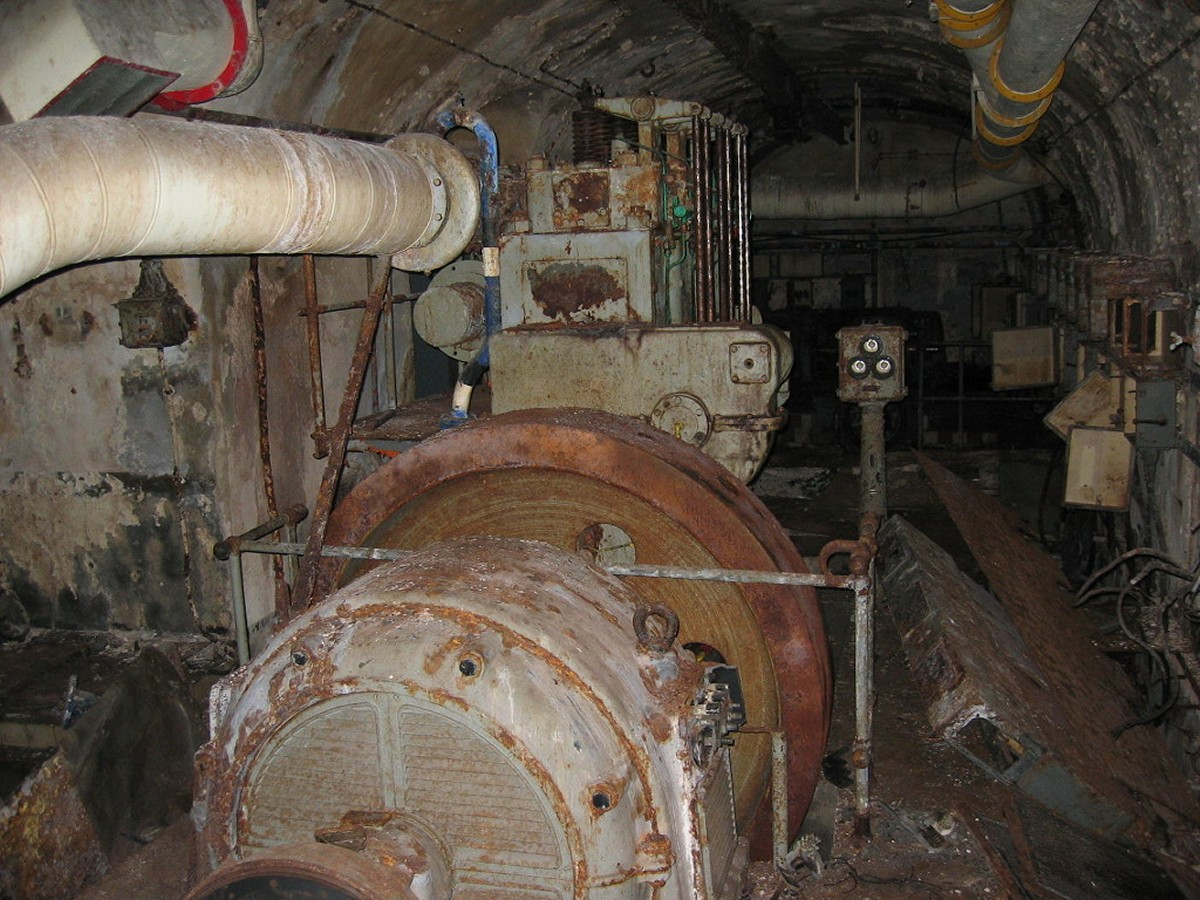
L'usine de l'ouvrage de Soetrich, en 2004.
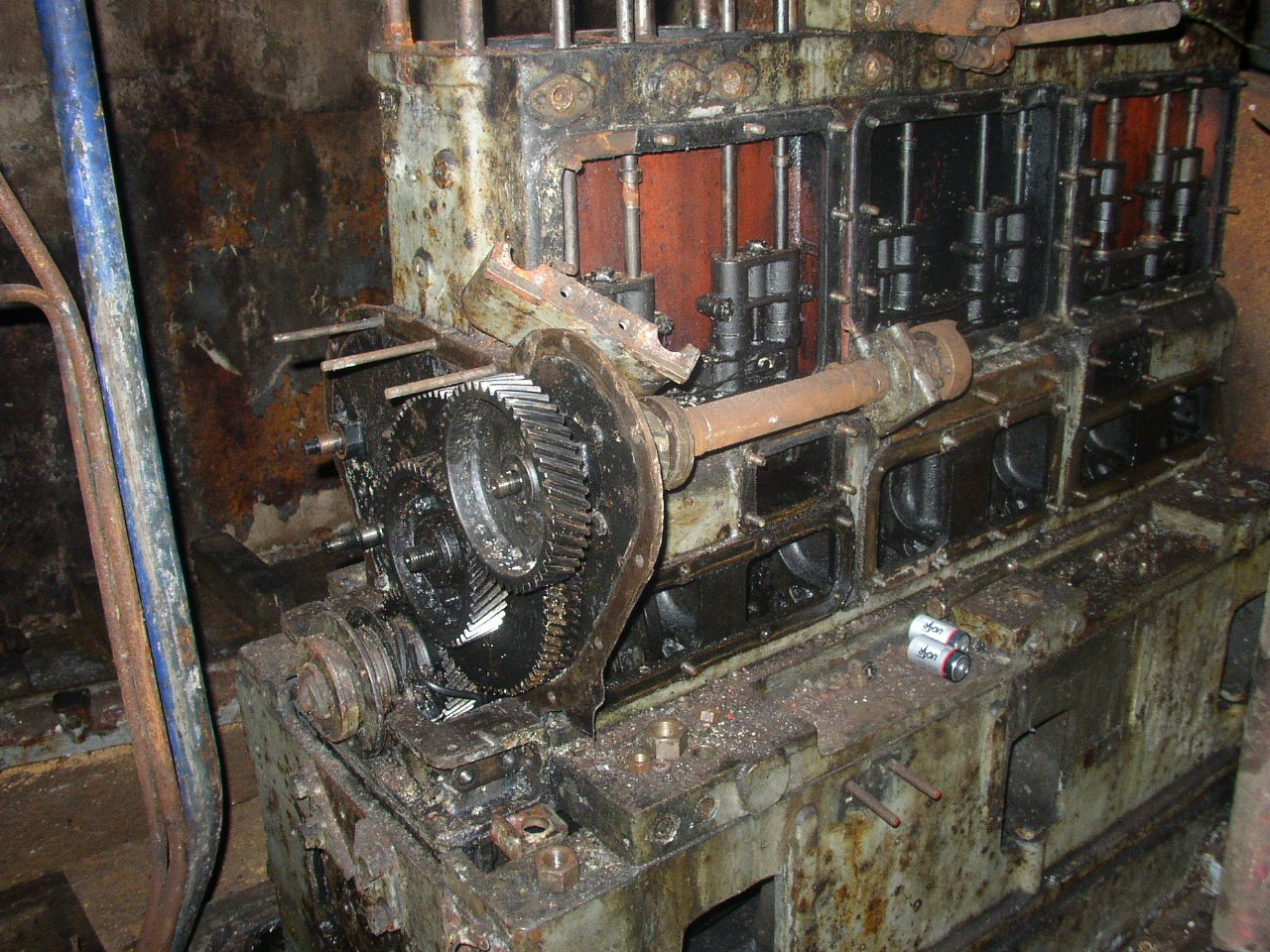
Groupe électrogène dans une casemate de la forêt de Coume.

### Blocs de combat

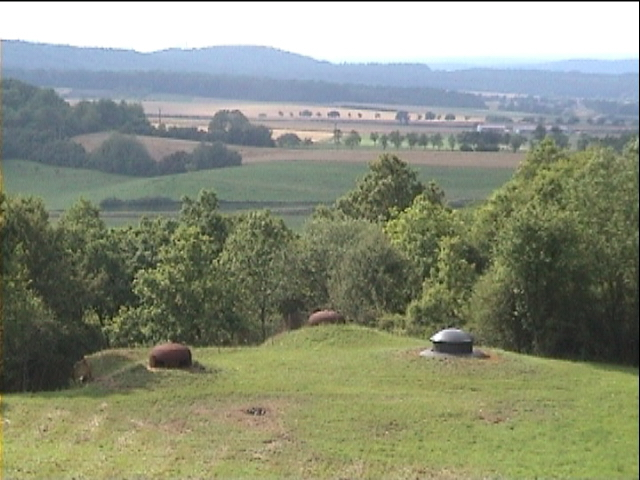
Dessus du bloc 7 de l'ouvrage du Hackenberg : un bloc-tourelle d'infanterie, armé avec une tourelle de mitrailleuses et deux cloches GFM.

Du côté des blocs de combat, on retrouve dans chacun un poste de commandement, des magasins à munitions (M 2 sous le bloc et M 3 près des armes) et bien sûr l'armement de l'ouvrage. Ces blocs de combat sont répartis dans une aire suffisamment vaste pour limiter l’efficacité des bombardements (au moins 50 mètres entre chacun). Il y a plusieurs types de blocs de combat :
- les blocs servant de casemates d'infanterie ou de coffres de fossé (armés avec un ou deux créneaux mixtes pour jumelage de mitrailleuses et canon antichar) ;
- les blocs-tourelle d'infanterie (armés avec une tourelle pour mitrailleuses ou pour mitrailleuses et canons antichars) ;
- les blocs servant de casemates d'artillerie (armés avec des créneaux pour canons de 75 mm, mortiers de 81 mm ou de 135 mm) ;
- les blocs-tourelle d'artillerie (armés avec une tourelle pour deux pièces de 75 mm, 81 mm ou 135 mm) ;
- les blocs servant d'observatoires (équipés de cloches observatoires).

### Éléments complémentaires
De la frontière vers l'arrière de la ligne : avant-postes juste à la frontière, maisons fortes (dans la forêt ardennaise et dans celle de Wissembourg), barrages de route, observatoires (CORF ou de campagne), abris d'intervalle, postes de commandement, positions d'artillerie (emplacements de pièce et abris bétonnés), voies ferrées militaires (pour approvisionner les entrées des munitions des plus gros ouvrages), routes stratégiques (longeant la ligne et reliant les entrées), dépôts de munitions, câbles électriques et téléphoniques enterrés, boîtes de coupure, postes de transformation, casernements de sûreté, etc.

## Équipement

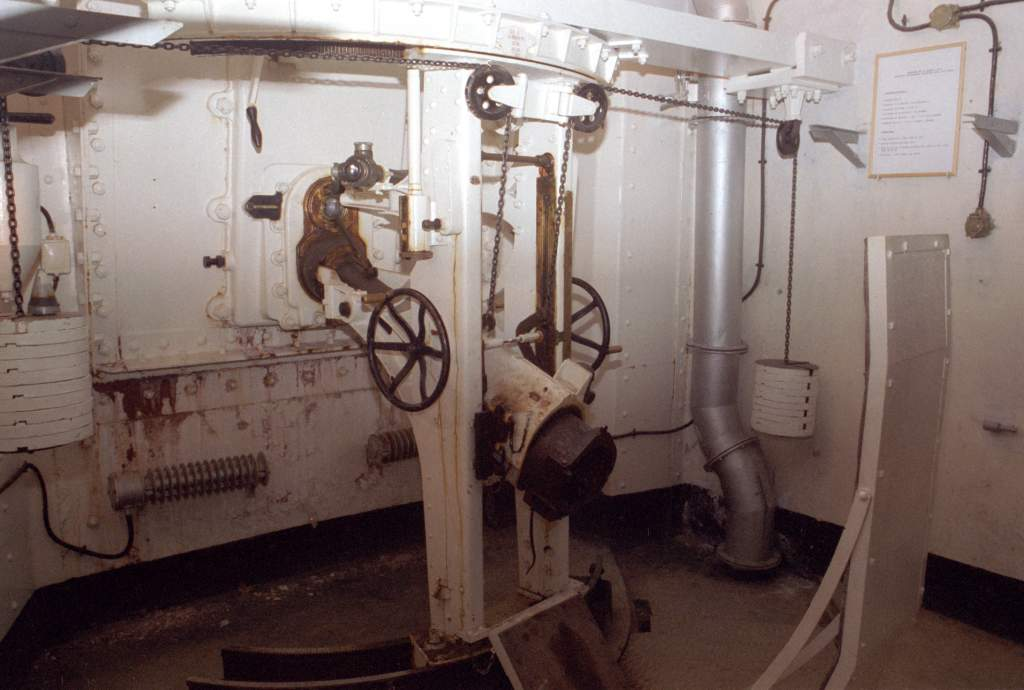
Mortier de 75 mm modèle 1931 sous casemate (bloc 2 de l'ouvrage de Saint-Ours Haut).

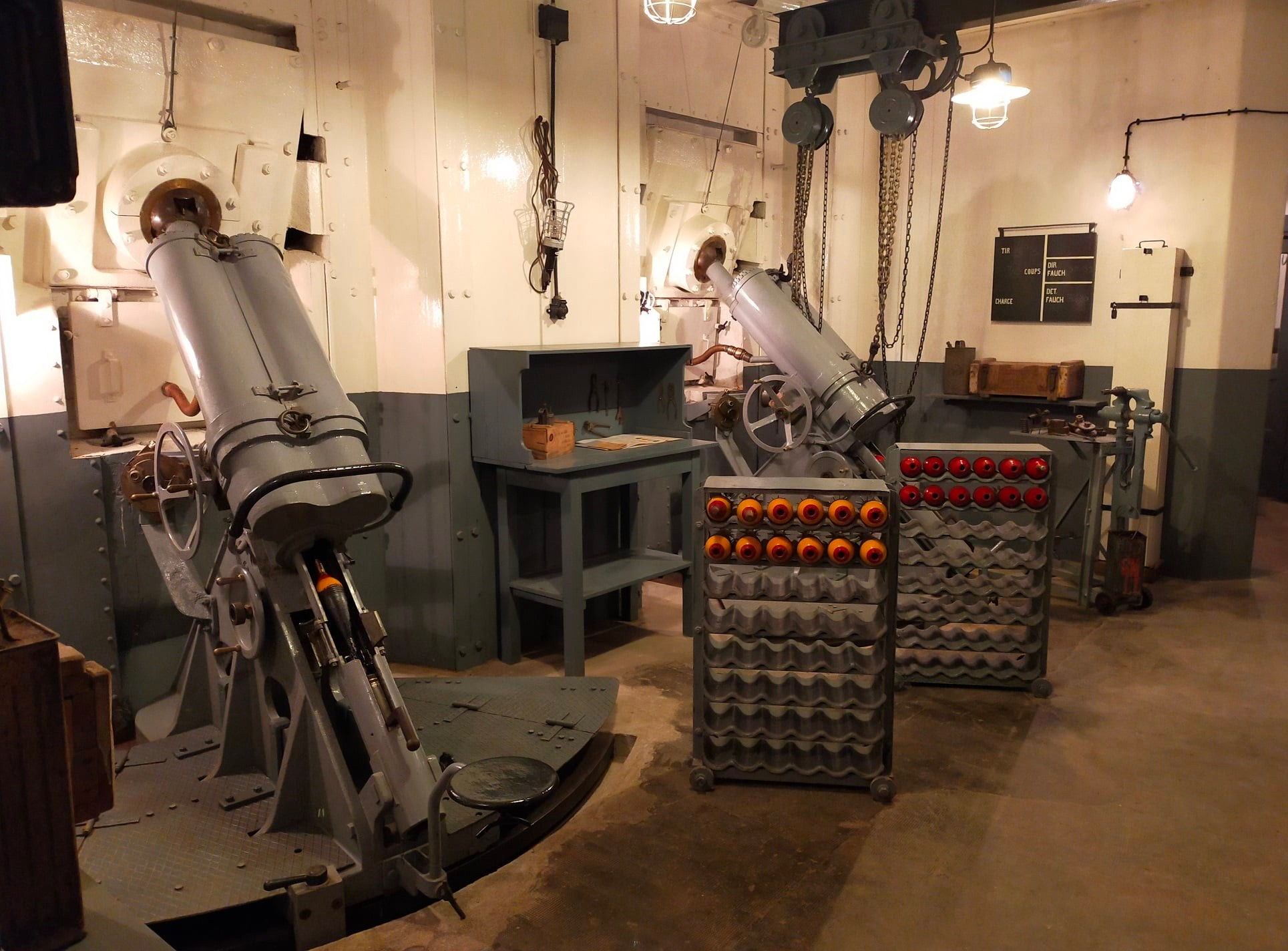
Mortiers de 81 mm de type B (ouvrage du Bois-du-Four).

Pour éviter que les armes ne soit retirées pour renforcer l'armée de manœuvre (les forts français avaient été ainsi désarmés en 1915), l'armement de la ligne est spécifique à la fortification (sur affûts spéciaux). Le faible nombre des armes est compensé par des cadences élevées, le préréglage des tirs et l'organisation de l'approvisionnement en munitions.

### Armes d'artillerie
L'artillerie sous béton de la ligne compte un total de 343 pièces d'artillerie et se limite à trois calibres, les 135, 81 et 75 mm :
- le canon de 75 mm, dérivé du canon de 75 mm modèle 1897, calibre de base de l'artillerie française, qui fut adapté à la fortification dans différentes versions ; c'est l’arme principale des ouvrages d'artillerie, sous forme de 70 obusiers sous casemate (à tir tendu, modèles 1929, 1932 et 1933), de 30 mortiers sous casemate (à tir courbe, modèle 1931, uniquement dans les Alpes) et de 68 sous tourelle avec la tourelle de 75 mm R modèle 1932 (tube raccourci) ou la tourelle de 75 mm modèle 1933 ;
- le mortier de 81 mm modèle 1932, à raison de 86 sous casemate et de 42 sous tourelle, devait servir à tuer le personnel à proximité ;
- le lance-bombes de 135 mm modèle 1932, qui se retrouve au nombre de neuf sous casemate et de 34 sous tourelle[5], devait servir à détruire les retranchements par un tir courbe.

### Armes d'infanterie

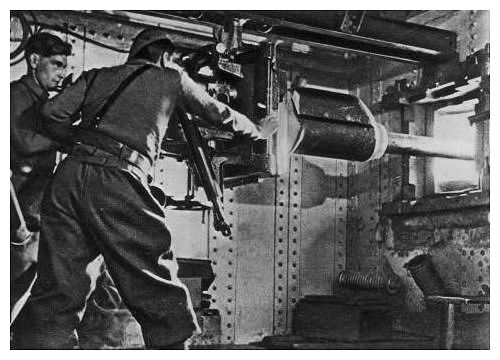
Mise en batterie d'un canon antichar de 37 mm (ouvrage de Schœnenbourg).

La majorité de l'armement est composée de mitrailleuses et de fusils-mitrailleurs, complétés par des canons antichars :
- le jumelage de mitrailleuses (JM) pour deux Reibels de 7,5 mm, 61 furent placés sous tourelles, plusieurs centaines sous casemate et 179 sous cloche (cloche modèle JM) ; c'est l'arme de base de la ligne ;
- le fusil-mitrailleur modèle 1924/29, lui aussi au calibre 7,5 mm, plus d'un millier furent montés sous cloche (modèles GFM) et sous casemate, le FM servant à la défense rapprochée ;
- le canon antichar de 47 mm se trouve uniquement sous casemate, ce canon était capable de percer à bonne distance tous les blindages des chars de l'époque ;
- le canon antichar de 37 mm est lui aussi uniquement sous casemate, qui ne doit sa présence qu'au fait qu'il est moins volumineux que le précédent ;
- l'arme mixte est un trumelage (jumelage à trois) d'un canon antichar de 25 mm et de deux mitrailleuses de 7,5 mm montés sous 72 cloches (modèles JM modifiées ou AM), sous 12 tourelles (modèle pour deux armes mixtes, tourelle dérivée directement de la tourelle de 75 mm R modèle 1905 des forts Séré de Rivières) ou encore sous casemate ;
- la mitrailleuse de 13,2 mm modèle 1930, 86 furent installées dans les casemates le long du Rhin (pour servir à détruire les embarcations) et dans les Basses-Vosges (où la place manque pour un canon antichar) ;
- le mortier de 60 mm modèle 1931 (dérivé du mortier Brandt), monté dans une cloche cuirassée spéciale (la cloche LG) destinée uniquement à la défense rapprochée (bien que ces cloches furent posées, elles ne reçurent jamais leur armement) ;
- le mortier de 50 mm modèle 1935, destiné à compléter l'armement des cloches GFM, 14 furent montés en casemate ainsi que sept dans des tourelles ;
- la goulotte lance-grenades, permettant de faire tomber des grenades à l'extérieur dans le fossé diamant.

On constate donc que l'armement de la ligne Maginot se base sur des mitrailleuses et sur le canon de 75 mm, qui fut très performant en 1914-1918 et qui montra une nouvelle fois toute sa valeur dans la ligne Maginot : par exemple, une tourelle de 75 mm R modèle 1932 pouvait tirer à une cadence de 30 coups par minute tout en étant d'une précision redoutable grâce à des plans de feu préétablis.

### Bétonnage et cuirassement

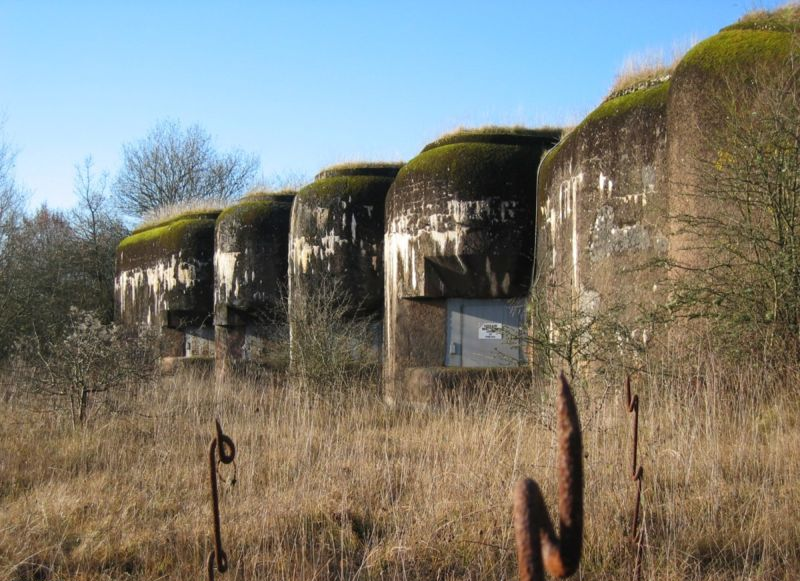
La plus imposante casemate du Nord-Est : le bloc 5 de l'ouvrage de Rochonvillers, avec quatre créneaux protégeant chacun un canon.

Le béton armé fut employé massivement pour la protection de l’armement et des troupes : des dizaines de milliers de mètres cubes de béton et des tonnes de barres d'acier étaient nécessaires pour la construction d'un ouvrage, dont les dalles et les murs exposés font 3,5 mètres d'épaisseur maximum. Mais on utilisa également des cuirassements pour protéger les pièces d'artillerie et d'infanterie. L'ensemble est basé sur l'expérience des combats autour des forts de Verdun en 1916, par amélioration des fortifications antérieures. Ils ne comportent en surface que des blocs de combat.
On retrouve ainsi deux types de protections pour les mitrailleuses et les pièces d'artillerie : soit sous casemates soit sous tourelles. Une casemate permet de tirer par des créneaux installés sur une des façades (casemate simple) ou deux façades (casemate double) mais l'angle de tir en est limité, tandis qu'une tourelle éclipsable permet de tirer à 360° mais elle est plus vulnérable une fois en batterie.
La protection par le béton peut être complétée par des cuirassements (blindages en acier) sur toutes les ouvertures. Ces cuirassements peuvent être divisés en quatre catégories : les portes (blindées et souvent étanches), les créneaux (obturés par des trémies), les cloches et les tourelles.

### Cloches
Les cuirassements fixes appelés « cloches » sont placées sur la dalle et servaient à la protection rapprochée ou à l'observation : elles pouvaient être équipées de jumelles, de différents types de périscopes ou encore d'armes d'infanterie suivant les modèles. S'y ajoutent les champignons servant de prises d'air. Il existe six types de cloches :
- cloches pour guetteur et fusil mitrailleur (usuellement appelées cloches GFM, modèles 1929 et 1934), les plus courantes car installées à plus d'un millier d'exemplaires (1 011 type A et 109 type B furent posées)[6] ;
- cloches pour jumelage de mitrailleuses (cloches JM modèle 1930), 174 furent installées[7] ;
- cloches pour arme mixte (cloches AM modèle 1934), 72 furent mises en place[8], tandis que 146 cloches JM devaient être transformées (huit à dix étaient converties en 1940)[9] ;
- cloches pour lance-grenades (cloches LG), 75 furent posées (sans leur armement)[10] ;
- cloche observatoire à vue périscopique (cloches VP), au nombre de 20[10] ;
- cloche observatoire à vue directe et périscopique (cloches VDP), 64 furent réalisées[11].

Les différents modèles de cloches
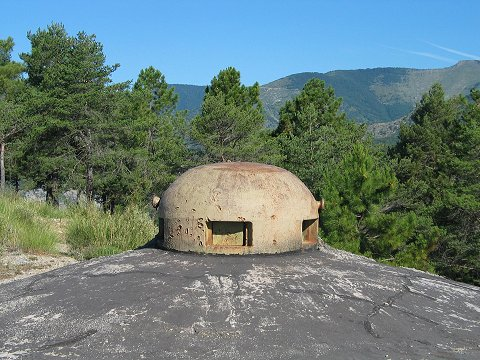
Cloche GFM.
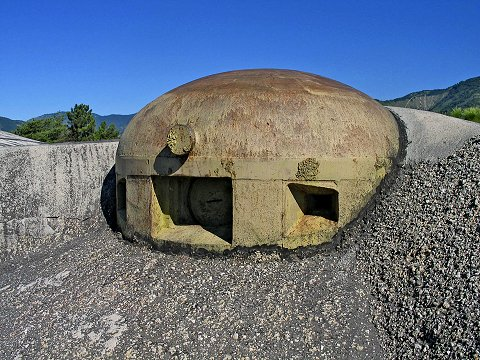
Cloche JM.
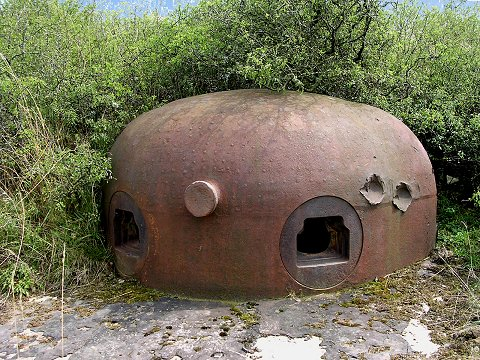
Cloche AM.
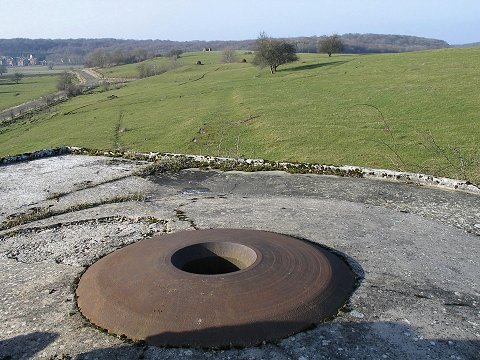
Cloche LG.
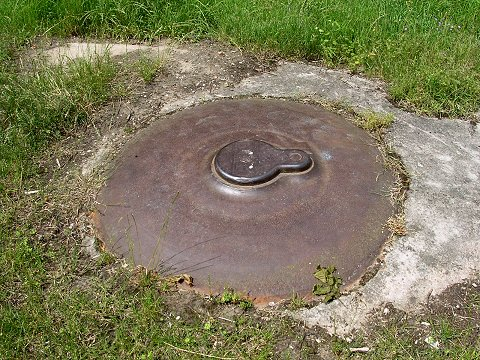
Cloche VP.
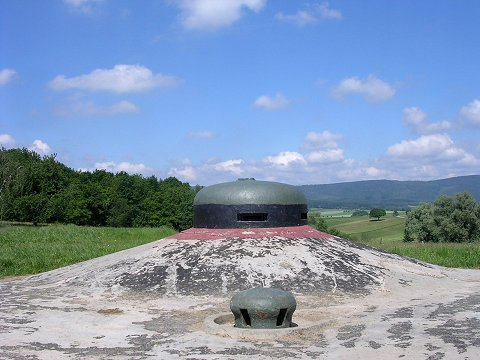
Cloche VDP.

### Tourelles
Les cuirassements mobiles appelés « tourelles à éclipse » sont capables de s'éclipser pour protéger l'armement en ne laissant à la surface qu'une calotte d'acier spécial de 300 à 350 millimètres d'épaisseur (variant selon le modèle). En position de tir, la tourelle monte d'environ un mètre dégageant ainsi les embrasures de tir. Elle peut pivoter sur 360° et offre l'avantage d'être très compacte pour une puissance de feu très importante (chacune a deux armes). Un total de 152 tourelles furent installées, de huit modèles différents :
- 21 tourelles de 75 mm modèle 1933 ;
- 12 tourelles de 75 mm R modèle 1932 (R pour raccourci) ;
- une tourelle de 75 mm R modèle 1905 (installée sur l'ouvrage du Chesnois) ;
- 17 tourelles de 135 mm modèle 1932 ;
- 21 tourelles de 81 mm modèle 1932 ;
- 61 tourelles de mitrailleuses modèle 1935 ;
- 12 tourelles pour deux armes mixtes (des 75/1905 modifiées) ;
- 7 tourelles pour une arme mixte et un mortier modèle 1935.

Les différents modèles de tourelles
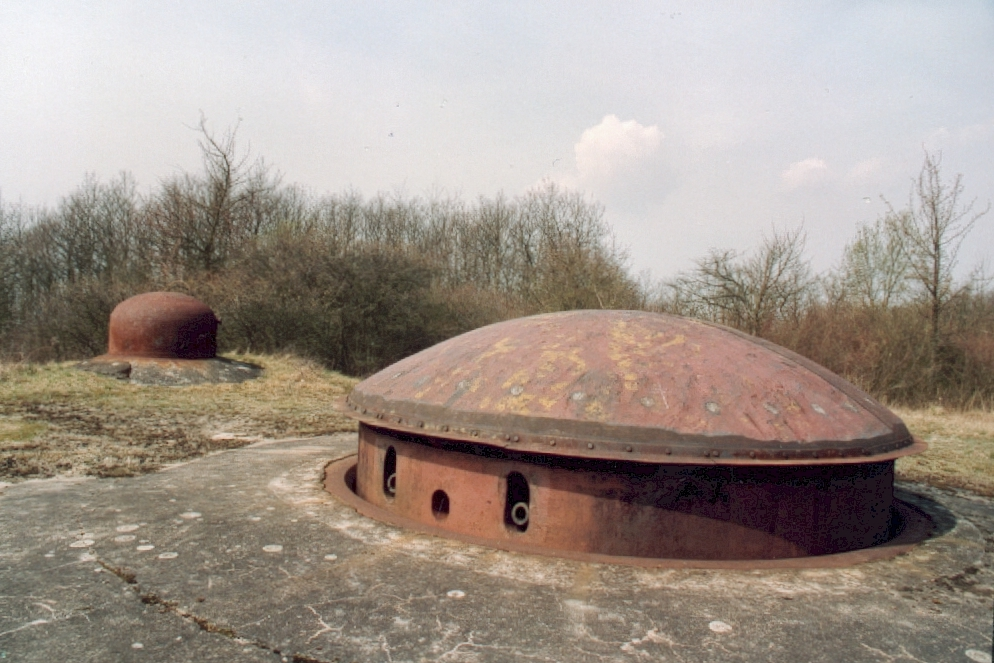
Tourelle de 75 mm modèle 1933 (bloc 8 de l'ouvrage de Métrich) : quatre mètres de diamètre avec une partie mobile de 130 tonnes.
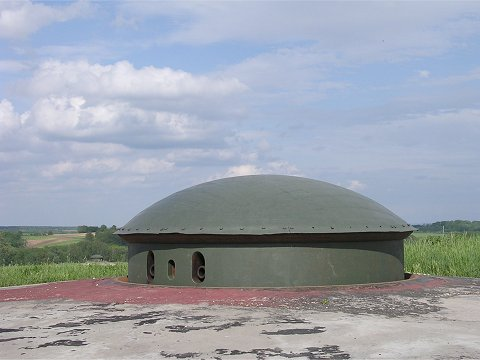
Tourelle de 75 mm R modèle 1932.
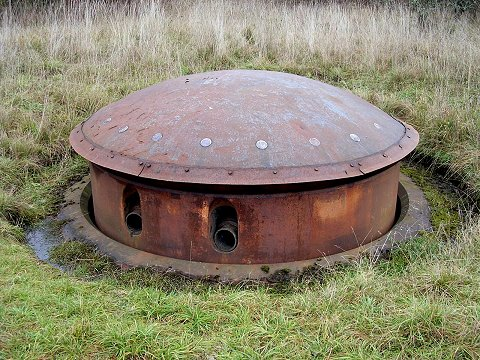
Tourelle de 135 mm modèle 1932 (bloc 6 de l'ouvrage de Rochonvillers).
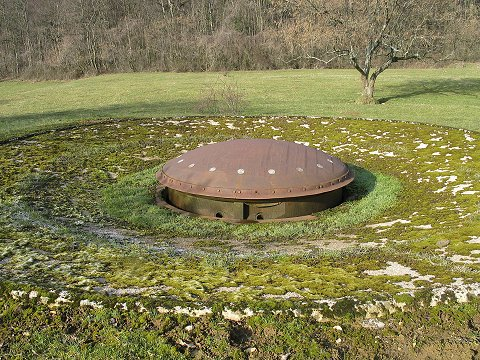
Tourelle de 81 mm modèle 1932 (bloc 4 de l'ouvrage de Latiremont).
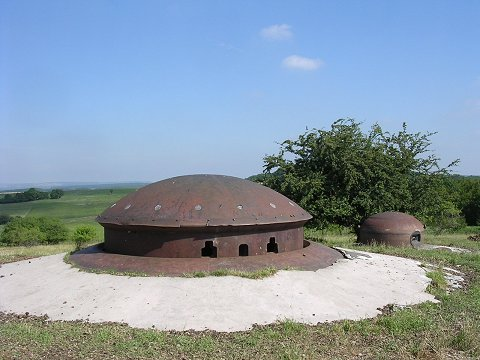
Tourelle pour deux armes mixtes.
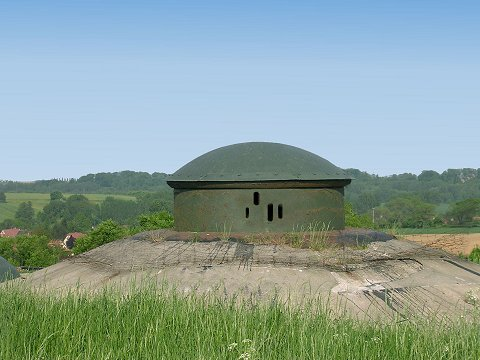
Tourelle de mitrailleuses modèle 1935.

## Troupes

### Équipages et soutien

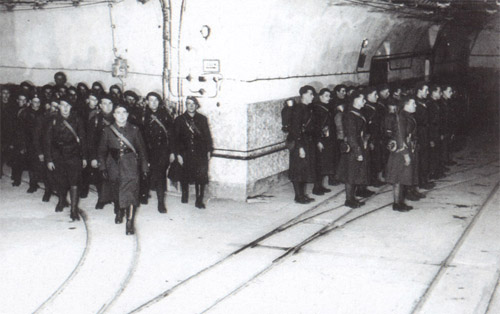
Relève dans un gros ouvrage de la ligne Maginot en 1939.

La ligne Maginot nécessite de troupes spécialisées pour servir d'équipages aux ouvrages et casemates, ainsi que de troupes d'intervalle :
- les régiments d'infanterie de forteresse (RIF) ;
- les bataillons alpins de forteresse (BAF) ;
- les régiments d'artillerie de position (RAP) ;
- les régiments d'artillerie mobile de forteresse (RAMF) ;
- les bataillons de génie de forteresse (BGF).

S'y ajoutent d'autres unités spécialisées rattachées aux troupes de forteresses :
- régiments d'artillerie lourde sur voie ferrée et groupes de reconnaissance de région fortifiée ;
- bataillons de mitrailleurs, du génie de région fortifiée, de sapeurs de chemins de fer et de pionniers ;
- compagnies autonomes de forteresse, de garde républicaine mobile (gardes-frontières), de parc du génie, d'électromécaniciens de forteresse, de télégraphistes, de radio, d'auxiliaires de destruction minière, d'inondation, automobiles de quartier général (train) et d'aérostation ;
- détachements colombophiles, groupes d'exploitation (intendance), groupes sanitaires, groupes aériens d'observation et sections d'éclaireurs-skieurs.

Enfin, en plus des unités spécifiques de forteresse, la ligne Maginot est en plus couverte par les grandes unités de l'armée de manœuvre, soit :
- le 1er groupe d'armées (7e, BEF, 1re, 9e et 2e armées) du secteur des Flandres à celui de Montmédy ;
- le 2e groupe d'armées (3e, 4e et 5e armées) du secteur de la Crusnes à celui du Bas-Rhin ;
- le 3e groupe d'armées (8e armée) du secteur de Colmar à celui du Jura ;
- l'armée des Alpes (6e armée) du secteur du Rhône à celui des Alpes-Maritimes.

Pour la portion de Sedan à Nice, cela représente 28 divisions d'infanterie déployées sur la position le 10 mai 1940, dont trois dans les Alpes, avec en soutien à proximité vingt autres divisions, ainsi que les groupes de bataillons de chars, l'artillerie lourde des corps d'armée, la réserve d'artillerie, les unités de cavalerie, les escadrilles de chasse, de bombardement et de reconnaissance de l'Armée de l'air, etc.

### Commandements en temps de paix
Les équipages des fortifications (ouvrages, casemates ou blockhaus), les troupes d'intervalles (unités d'infanterie, d'artillerie, du génie, de reconnaissance et de gardes frontaliers) et les différents services (train, santé, intendance, instruction, etc.) sont regroupés par zone géographique sous les ordres d'un des 24 secteurs fortifiés (ou défensifs dans les cas les moins développés) que compte la ligne.
Le découpage des commandements se fait dès 1928 selon les limites des régions militaires et de leurs subdivisions :
- 1re région militaire (QG à Lille)[N 3] : secteurs des Flandres, de Lille, de l'Escaut et de Maubeuge ;
- 2e région militaire (QG à Amiens) : secteurs des Ardennes et de Montmédy ;
- 6e région militaire (QG à Metz) : secteurs de la Crusnes, de Thionville, de Boulay et de Faulquemont ;
- 20e région militaire (QG à Nancy) : secteurs de la Sarre, de Rohrbach, des Vosges, de Haguenau et du Bas-Rhin ;
- 7e région militaire (QG à Besançon) : secteurs de Colmar, de Mulhouse, d'Altkirch, de Montbéliard et du Jura ;
- 14e région militaire (QG à Lyon) : secteurs du Rhône, du Dauphiné et de la Savoie ;
- 15e région militaire (QG à Marseille) : secteur des Alpes-Maritimes et organisation défensive de la Corse[12].

Deux « régions fortifiées », celle de Metz (secteurs de la Crusnes, de Thionville, de Boulay et de Faulquemont) et celle de la Lauter (secteurs de Rohrbach, des Vosges et de Haguenau), couvrent la frontière nord de l'Alsace et de la Lorraine. S'y ajoute la région fortifiée de Belfort (secteurs de Mulhouse, d'Altkirch et de Montbéliard), qui disparait à la mobilisation, et la région fortifiée du Sud tunisien (surnommée la « ligne Mareth »).

### Déploiement en temps de guerre

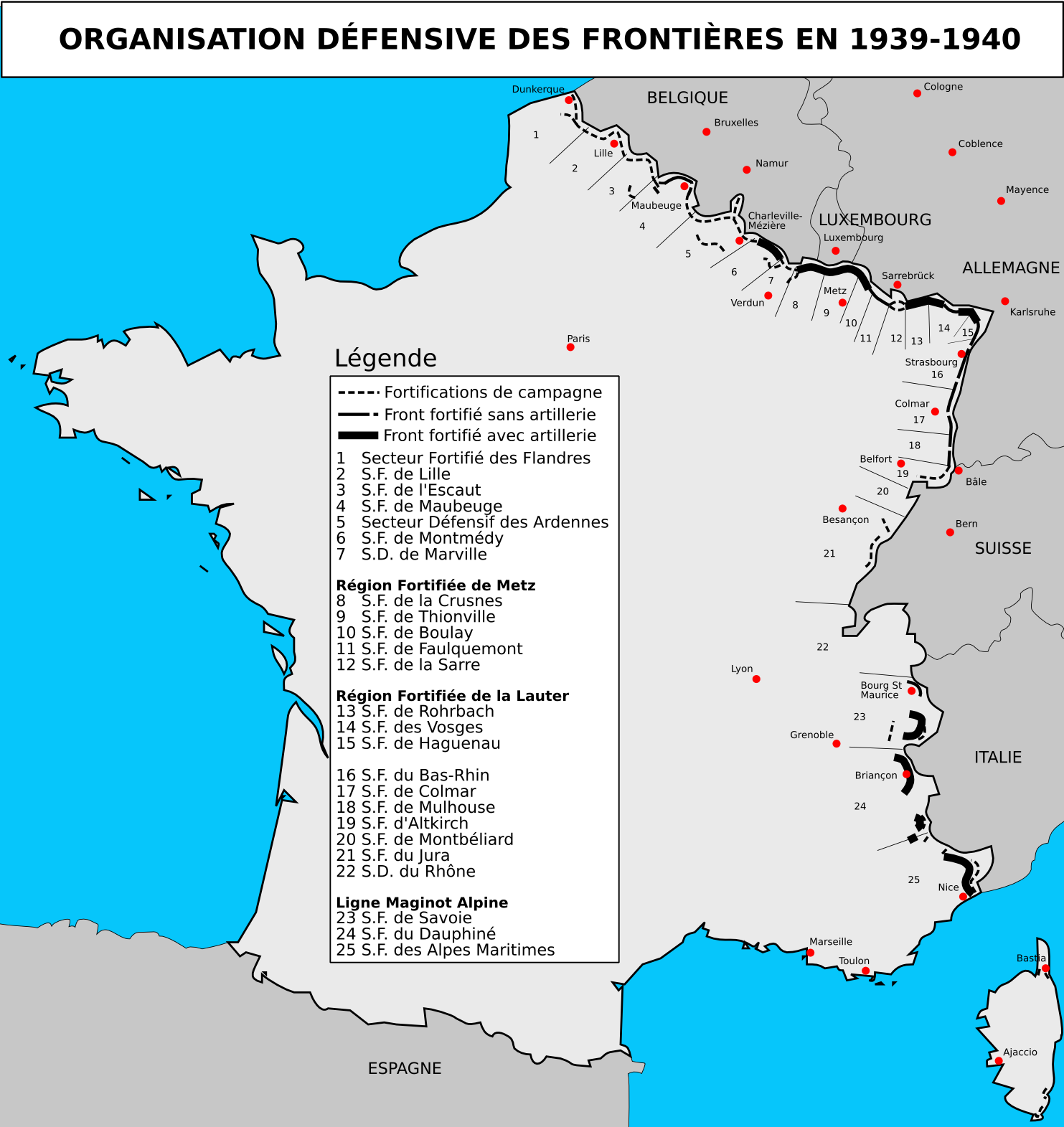
Organisation de la ligne en secteurs en 1939-1940.

À la suite de la mobilisation générale (à partir du 2 septembre 1939) et de la déclaration de guerre (le 3, à 17 heures), les secteurs fortifiés et défensifs passent sous le commandement des unités (armées, corps d'armée et divisions) qui les couvrent. Pendant l'hiver 1939-1940, le commandement des fortifications du Nord-Est est réorganisé : les régions fortifiées sont dissoutes pour devenir des corps d'armée de forteresse (CAF), les secteurs les moins puissants deviennent des divisions d'infanterie de forteresse (DIF).
Au début de l'offensive allemande du 10 mai 1940, les fortifications françaises dépendent donc des grandes unités de manœuvre :
- 7e armée : secteur fortifié des Flandres ;
- BEF (Britanniques) : secteur fortifié de Lille ;
- 1re armée : secteur fortifié de l'Escaut et 101e DIF (ancien secteur fortifié de Maubeuge) ;
- 9e armée : 41e CAF (détachement d'armée des Ardennes) et 102e DIF (SD des Ardennes) ;
- 2e armée : secteur de Montmédy ;
- 3e armée : 42e CAF (SF de la Crusnes), secteurs fortifiés de Thionville, de Boulay et de Faulquemont ;
- 4e armée : secteur fortifié de la Sarre ;
- 5e armée : secteur de Rohrbach, 43e CAF (SF des Vosges), secteur de Haguenau et 103e DIF (SF du Bas-Rhin) ;
- 8e armée : 104e DIF (SF de Colmar), 105e DIF (SF de Mulhouse) et 44e CAF (SD d'Altkirch et de Montbéliard) ;
- 6e armée : secteur défensif du Rhône, secteurs fortifiés de la Savoie, du Dauphiné et des Alpes-Maritimes.

Restent indépendants : le 45e CAF (SF du Jura), l'organisation défensive de la Corse et la région fortifiée du Sud tunisien.

## Construction

### Conception

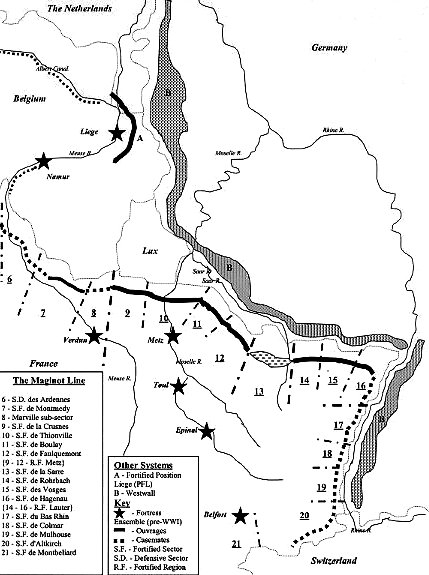
Carte de la partie nord-est de la ligne Maginot.

La conception de la ligne Maginot au cours des années 1920, puis sa réalisation au cours des années 1930 découlent directement de la Première Guerre mondiale. En effet, cette guerre a aggravé la situation démographique de la France, qui se trouve ainsi lourdement défavorisée face à l'Allemagne : en cas de nouvelle guerre, il est nécessaire d'économiser au maximum le « sang français ». De plus, la France a subi d'importantes destructions qui ont affecté de grandes villes, des terres agricoles fertiles et des bassins industriels de première importance ; pour éviter cela, il est nécessaire de garantir l’intégrité du territoire national.
Ces nouvelles fortifications ont ainsi plusieurs missions en cas de guerre :
- économiser les troupes et compenser les classes creuses causées par la Première Guerre mondiale ;
- empêcher une attaque-surprise venant d'Italie ou d'Allemagne[N 5] et permettre de mobiliser l'armée française à l'abri ;
- protéger les bassins industriels et les mines d'Alsace et de Lorraine ;
- servir de base à une éventuelle contre-attaque ;
- pousser les Allemands à passer par la Belgique ou par la Suisse, obligeant d'une part le Royaume-Uni (garant de la Belgique) à se battre contre l'Allemagne, d'autre part en déplaçant la zone des combats hors de France (cette stratégie est la composante du plan Dyle).

Les premiers projets de la ligne Maginot voient le jour avec la création en 1925 de la Commission de défense des frontières (CDF), qui établit les premiers projets. Cet organisme est remplacé à partir de 1927 par la Commission d'organisation des régions fortifiées (CORF), qui fait établir les plans et les propose au ministre de la Guerre ; elle est composée d'officiers du génie et d'artillerie avec pour président l'inspecteur général du génie, qui est d'abord le général Fillonneau puis à partir de janvier 1929 et jusqu'en 1935 le général Belhague.

### Coûts des chantiers
Les travaux commencent d'abord face à l'Italie, car le fascisme italien est à l'époque plus menaçant que la République allemande : les premiers chantiers sont ouverts en septembre 1928 dans les Alpes (pour l'ouvrage de Rimplas) puis en 1929 dans le Nord-Est (Rochonvillers, Hackenberg et Hochwald). Les crédits votés en décembre 1929 (loi Maginot) finançant un programme de fortification sur cinq ans (de 1930 à 1934) sont de 2,9 milliards de francs de l'époque (soit 1,6 milliard d'euros), puis s'élèvent à 3,4 milliards grâce à des crédits supplémentaires. Du fait de la crise économique et de l'inflation constante, les dépenses sont compressées au maximum, ce qui se ressent sur la qualité des réalisations : de nombreux plans d'ouvrages sont revus par la Commission, de nombreux éléments sont – au mieux – ajournés, au pire supprimés. La construction de cette première tranche s’active jusqu'en 1933, date à laquelle le gros œuvre des principaux ouvrages est terminé.
En 1934, à la suite du vote d'une nouvelle loi-programme de 1 275 millions de francs, une nouvelle série de chantiers s'ouvre dans la Sarre française et autour de Montmédy face à la Belgique. La CORF est dissoute en 1935. En 1936, après la remilitarisation de la Rhénanie par Hitler et les revendications de Mussolini sur Nice, des crédits supplémentaires sont alloués pour couvrir toute la frontière. Ces travaux sont menés sous l'autorité des commandants de chaque région militaire et sous le contrôle des inspecteurs généraux du génie (les généraux Huré de 1936 à 1938, Griveaud de 1938 à 1939 et Philippe de 1939 à 1940), mais ces constructions n’ont pas l'efficacité des premiers ouvrages et surtout ne sont pas terminées en mai 1940. Le résultat est que la portion la plus solide de la ligne s'arrête à la lisière du massif des Ardennes que certains experts comme le maréchal Pétain (héros de Verdun, général en chef de l’armée de 1918 à 1931 et ministre de la Guerre en 1934) jugeaient « impénétrable » aux troupes mécanisées, au même titre que la Meuse et le canal Albert en Belgique.
Au total, la ligne Maginot a coûté plus de cinq milliards de francs de 1930 à 1936, ce qui représente environ 1,6 % du budget de l'État sur la période. Pendant l'entre-deux-guerres, plusieurs autres pays européens modernisent leur système de fortifications, avec la ligne Siegfried allemande, le mur alpin italien, la ligne Staline soviétique, la ligne Beneš tchécoslovaque, le réduit national suisse, la ligne d'eau néerlandaise et les fortifications belges (forts de Liège et ligne KW).

## Ligne Maginot du Nord-Est

### Frontière franco-belge
En 1927, la commission avait estimé que la défense du Nord devait se faire sur le territoire belge (alors allié). Entre 1931 et 1934 ne sont donc construites que quelques casemates d'infanterie dans les forêts de Raismes (douze casemates CORF) et de Mormal (treize casemates). À partir de 1934 sont aménagés les tronçons « nouveaux fronts » des secteurs fortifiés de l'Escaut (qui compte deux casemates CORF et un petit ouvrage : Eth) et de Maubeuge (sept casemates et quatre petits ouvrages : Les Sarts, Bersillies, La Salmagne et Boussois).
Le retour à la neutralité de la Belgique le 14 octobre 1936 va rendre inquiétante l'absence de couverture fortifiée. Cela entraîne la construction de 1937 jusqu'à 1940 d'un front continu le long de la frontière, composé de casemates STG et d'une foule de petits blockhaus MOM.

### Région fortifiée de Metz

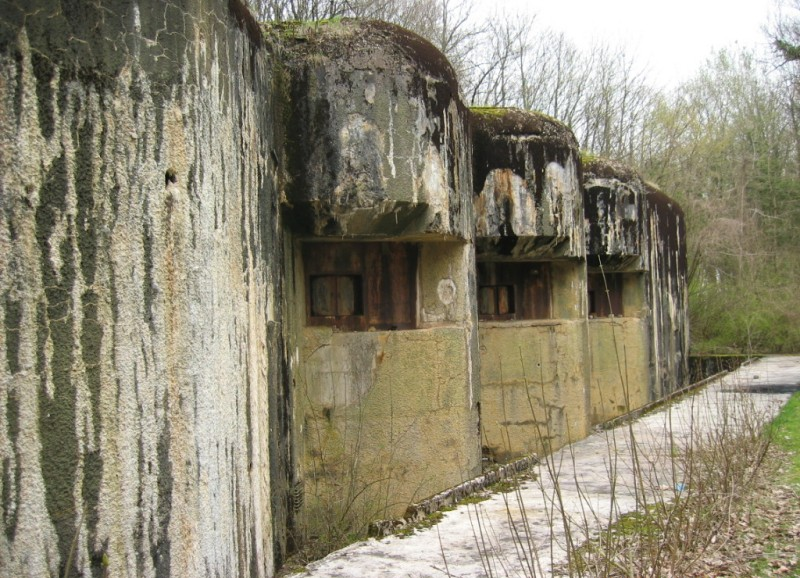
Vue en enfilade des créneaux de 75 mm du bloc 6 de l'ouvrage de Latiremont.

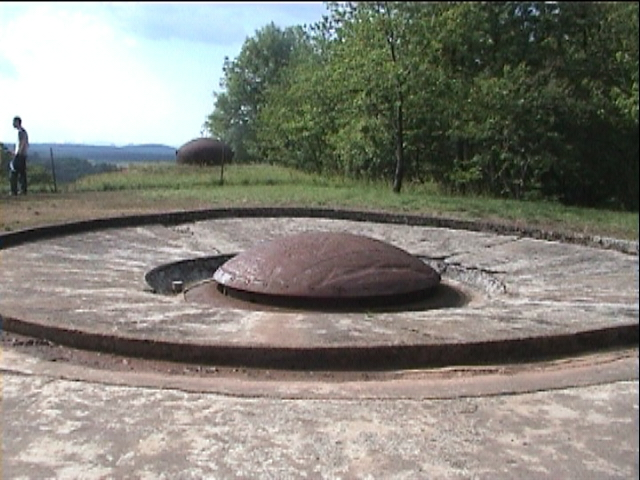
Tourelle de 135 mm éclipsée (bloc 9 de l'ouvrage du Hackenberg).

La région fortifiée de Metz est une des deux zones les plus abouties de la ligne : d'une part à cause de l'histoire de la ville de Metz, de la présence d'industries sidérurgiques, mais également parce que c'est l'une des premières régions où elle a été construite. La région se subdivise en quatre secteurs.
Le secteur fortifié de la Crusnes est de type « nouveau front » avec trois gros ouvrages (Fermont, Latiremont et Bréhain) quatre petits (Ferme-Chappy, Mauvais-Bois, Bois-du-Four et Aumetz) et une série de 35 casemates d'intervalle.
Le secteur fortifié de Thionville est le secteur le mieux fortifié de toute la ligne, le seul à avoir été construit entièrement selon les plans, avec sept gros ouvrages (Rochonvillers, Molvange, Soetrich, Kobenbusch, Galgenberg, Métrich et Billig), quatre petits (Immerhof, Bois-Karre, Oberheid et Sentzich) et 17 casemates.
Le secteur fortifié de Boulay est composé d'une partie occidentale puissante, mais celle orientale est incomplète. Au total s'y trouvent quatre gros ouvrages (Hackenberg, Mont-des-Welches, Michelsberg et Anzeling), onze petits (Coucou, Hobling, Bousse, Berenbach, Bovenberg, Denting, Village-de-Coume, l'Annexe Sud de Coume, Annexe Nord de Coume, Coume et Mottenberg) et 17 casemates.
Le secteur fortifié de Faulquemont est de type « nouveau front » incomplet, avec cinq petits ouvrages (Kerfent, Bambesch, Einseling, Laudrefang et Teting) et huit casemates.

### Trouée de la Sarre

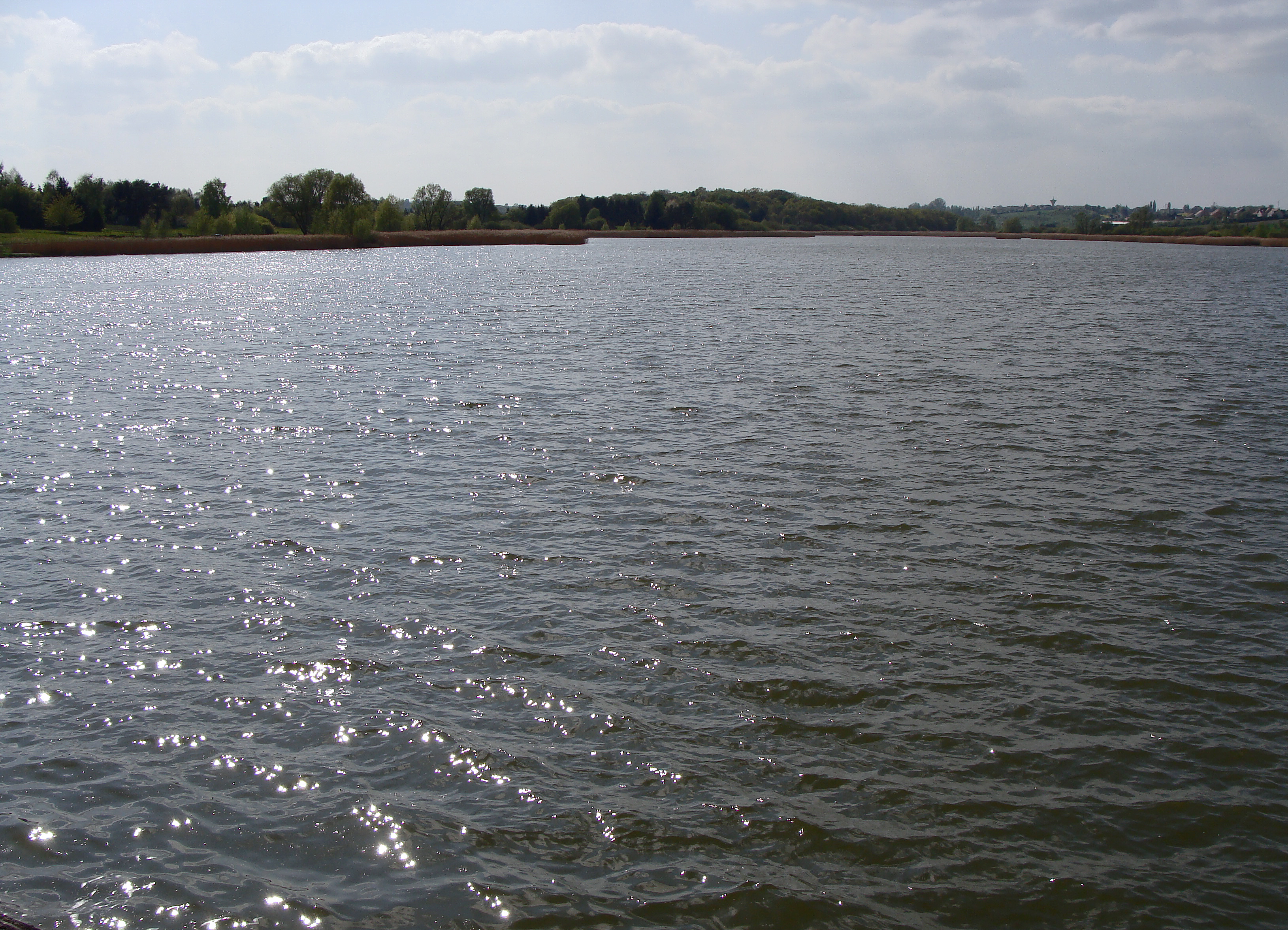
Étang artificiel de Hoste-Haut, un élément de la « ligne Maginot aquatique ».

En 1935, la Sarre redevient allemande après plébiscite, d'où la création du secteur défensif de la Sarre, dépendant de la 20e région militaire, car il n'y avait rien entre la RF de Metz et celle de la Lauter. Faute de budget, il n'y est construit en 1939-1940 qu'une ligne de casemates de type STG protégée par des inondations (on parle de « ligne Maginot aquatique » pour ce secteur). Le 15 mars 1940 le secteur change de nom pour devenir le secteur fortifié de la Sarre, dépendant de la 4e armée.

### Région fortifiée de la Lauter

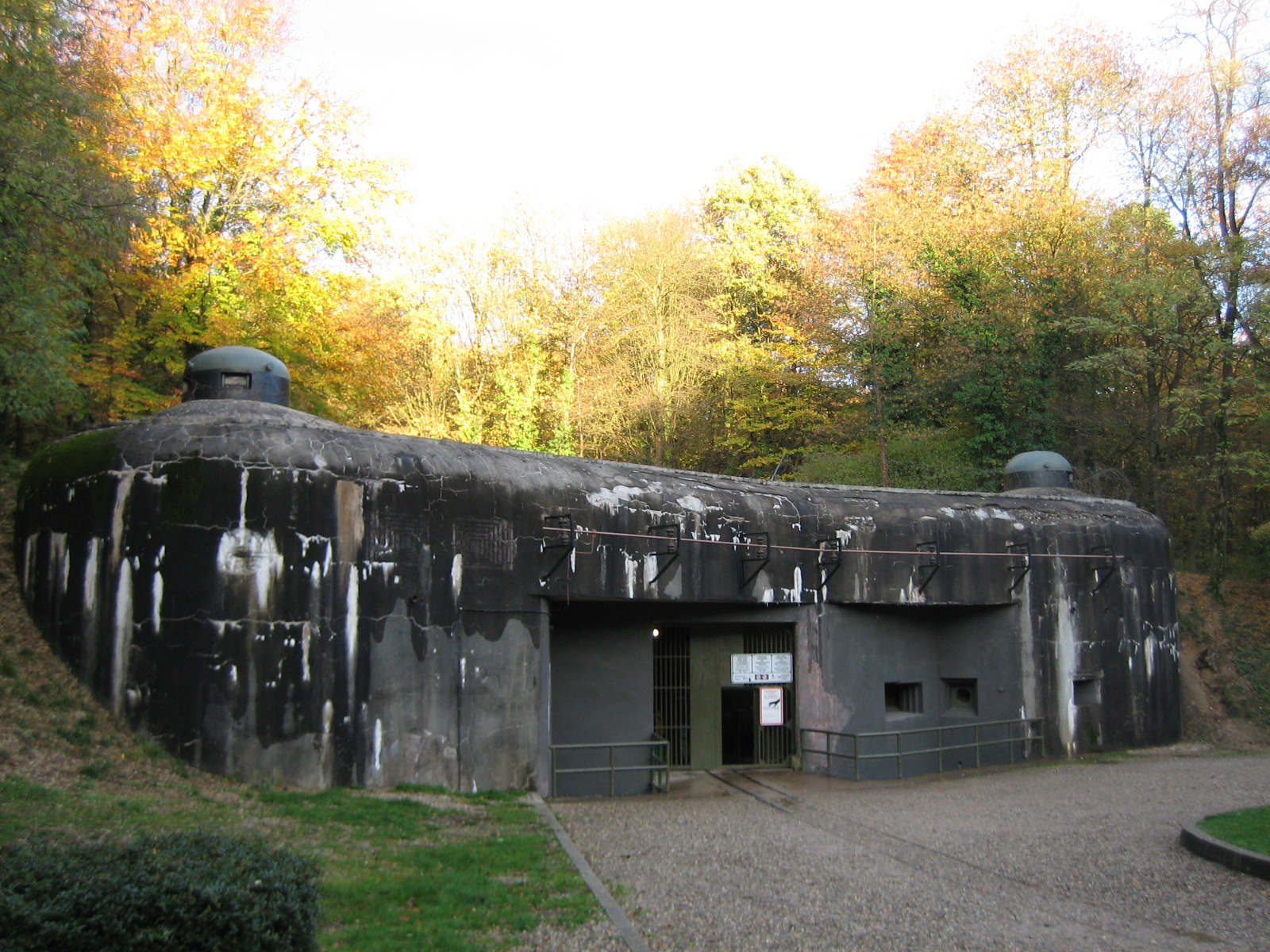
Entrée des munitions de l'ouvrage de Schœnenbourg.

La région fortifiée de la Lauter doit son nom au cours d'eau marquant la frontière entre Wissembourg et le Rhin. La région, large de 70 kilomètres, se subdivise en trois secteurs.
Le secteur fortifié de Rohrbach est composé de deux gros ouvrages (Simserhof et Schiesseck), trois petits (Welschhof, Rohrbach et Otterbiel) et 25 casemates d'intervalle.
Le secteur fortifié des Vosges, profitant de la protection du relief, est moins puissant que ses voisins, avec deux gros ouvrages (Grand-Hohékirkel et Four-à-Chaux), un petit (Lembach) et 33 casemates.
Le secteur fortifié de Haguenau a sa partie occidentale puissante avec deux gros ouvrages (Hochwald et Schœnenbourg), sa droite étant une simple ligne de casemates jusqu'au Rhin, avec un total de 54 casemates.

### Ligne du Rhin
Le franchissement du Rhin (large de plus ou moins 200 mètres) est interdit par la construction dès 1930 de deux lignes de défense, d'une part une première ligne de casemates sur la berge de la rive gauche du fleuve (« ligne de berge »), d'autre part une seconde ligne un peu plus en arrière, composée d'abris et de casemates (dite « ligne des abris »). À partir de 1931, commence la construction d'une troisième ligne (dite « ligne des villages »), constituée elle aussi de casemates CORF. L'ensemble totalise 85 casemates CORF d'infanterie, complétées par une foule de blockhaus MOM, mais sans aucun ouvrage d'artillerie. Le tout est divisé en trois secteurs du nord au sud.

### Frontière franco-suisse
Dans l'hypothèse d'une attaque allemande par la Suisse, la Commission avait envisagé en 1926 la construction d'une région fortifiée puissante de la rive du Rhin jusqu'au Jura, en avant de la place de Belfort ; l'hypothèse étant jugée peu plausible, la construction fut retardée, puis abandonnée. La remilitarisation de la Rhénanie (le 7 mars 1936) par les Allemands entraine d'une part le renforcement des forts Séré de Rivières autour de Belfort, d'autre part la construction en Haute-Alsace d'une ligne de casemates STG en arc de cercle à douze kilomètres autour de Bâle. La région fortifiée de Belfort est remplacée par deux secteurs défensifs dès septembre 1939.
La frontière franco-suisse dans le département du Doubs est très légèrement fortifiée (sept casemates STG et surtout des blockhaus MOM), en s'appuyant sur le relief du Jura, sur le Doubs et sur les vieux forts Séré de Rivières.

## Ligne Maginot du Sud-Est

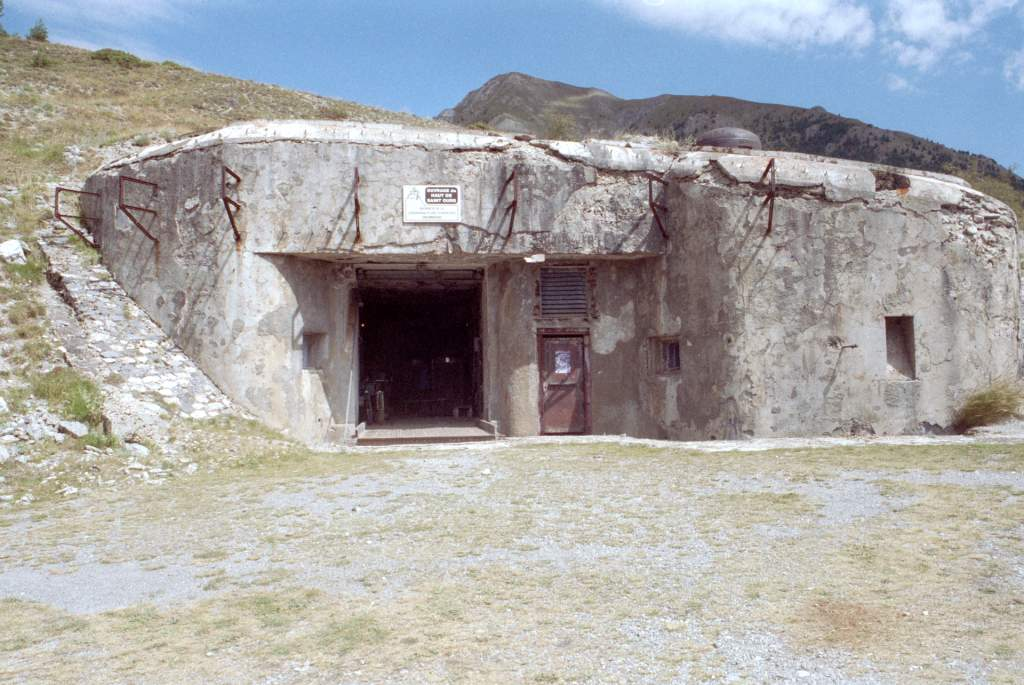
L’entrée de l’ouvrage de Saint-Ours Haut, typique des gros ouvrages des Alpes.

### Défense naturelle des Alpes

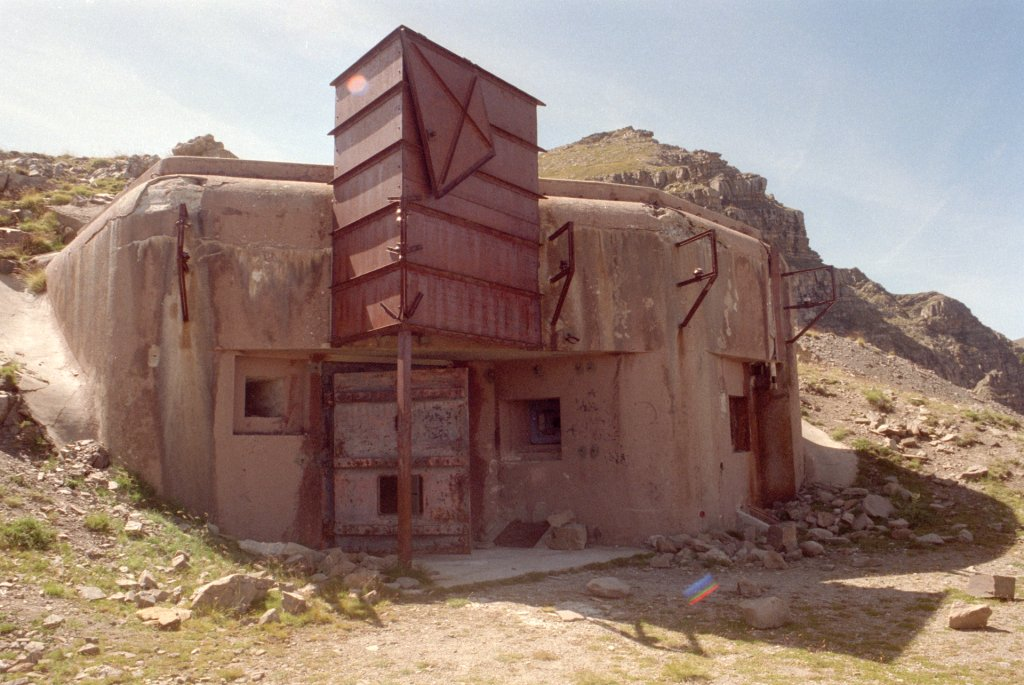
Entrée de l'ouvrage du Col-de-la-Moutière. La structure métallique au-dessus de la porte permet l'accès quand la neige s'accumule jusqu'à recouvrir le bloc.

Par rapport à la ligne Maginot du Nord-Est, la ligne Maginot du Sud-Est (alpine) s’organise différemment. En effet le relief montagneux des Alpes facilite la défense. Il est plus difficile de faire avancer une armée en haute montagne que dans les grandes plaines au nord-est de la France. Les ouvrages de la ligne alpine sont donc implantés pour verrouiller les points de passage importants (cols et débouchés de vallées) et non en une ligne continue. Il ne s'agit pas, comme dans le Nord-Est, d'une ligne de feu continue, mais plutôt d'un barrage ponctuel solide soit en action frontale, soit en flanquement.
On peut noter cependant que ces gros ouvrages sont moins fortement cuirassés (l’artillerie lourde est quasiment impossible à mettre en place en montagne) et certains sont même dépourvus de systèmes de filtration d'air contre les gaz de combat (une attaque aux gaz en altitude n'a quasiment aucun effet). La partie sud-est de la ligne Maginot se subdivise en quatre secteurs.

### Secteur fortifié de la Savoie
Organisé autour de Bourg-Saint-Maurice et de la vallée de la Maurienne, le secteur de la Savoie se concentre essentiellement sur la défense des accès à la vallée de la Maurienne autour de Modane en particulier avec les gros ouvrages du Sapey, de Saint-Gobain, de Saint-Antoine, du Lavoir et du Pas-du-Roc, les petits ouvrages de l'Arrondaz et des Rochilles, ainsi que plusieurs avant-postes.
La défense de Bourg-Saint-Maurice se cantonne seulement à quelques petits ouvrages d'infanterie (Versoyen, Châtelard et Cave-à-Canon), couverts par des vieux forts.

### Secteur fortifié du Dauphiné
Centrés autour de Briançon et de la vallée de l'Ubaye, les ouvrages du secteur du Dauphiné verrouillent les points de passage importants vers Briançon (cols de Montgenèvre, de l'Échelle…) et d'entrée dans l’Ubaye (col de Larche, débouchés de la vallée de la Stura…).
On retrouve autour de Briançon le gros ouvrage du Janus ainsi que les petits ouvrages du Col-de-Buffère (inachevé), du Col-du-Granon (également inachevé), des Aittes et du Gondran E.
La position de l'Ubaye est plus importante avec les gros ouvrages de Roche-la-Croix, de Saint-Ours Haut, du Restefond (inachevé à cause de son altitude : plus de 2 700 m, le plus haut de la ligne) et les petits ouvrages de Plate-Lombarde, Saint-Ours Bas, l’avant-poste de Larche, les petits ouvrages du Col-de-Restefond, des Granges-Communes et du Col-de-la-Moutière.

### Secteur fortifié des Alpes-Maritimes
Le SFAM termine la ligne depuis le col de la Bonette jusqu'à la mer Méditerranée à Menton en s'étirant le long des vallées de la Tinée et de la Vésubie, autour de Sospel pour terminer au pied du cap Martin à proximité de Menton. Ce secteur puissamment défendu verrouille tous les accès le long de ces vallées.
On retrouve les ouvrages suivants (du nord au sud) : du Col-de-Crous, du Col-de-la-Valette, de Fressinéa, du Rimplas (le premier ouvrage de la ligne Maginot commencé dès 1928), de Valdeblore, de la Séréna (inachevé), du Col-du-Caire-Gros (inachevé), du Col-du-Fort (inachevé), de Gordolon, de Flaut, de Baisse-Saint-Vérant (inachevé), de Plan-Caval (inachevé), de La Béole, du Col-d'Agnon, de La Déa, du Col-de-Brouis, du Monte-Grosso, du Champ-de-Tir-de-l'Agaisen, de l'Agaisen, de Saint-Roch, du Barbonnet, de Castillon, du Col-des-Banquettes, de Sainte-Agnès, du Col-de-Garde, du Mont-Agel, de Roquebrune, de la Croupe-du-Réservoir et enfin de Cap-Martin. Ces différents forts sont complétés par seize ouvrages d'avant-poste (les plus méridionaux étant ceux du Collet-du-Pilon et de Pont-Saint-Louis).

## Utilisation durant la guerre

### Mobilisation en 1939
La première mission de la ligne étant d'empêcher une attaque brusquée pendant la mobilisation (qui dure quinze jours), elle doit donc être opérationnelle avec la totalité de ses effectifs avant la déclaration de guerre. En conséquence, les ouvrages sont mis en alerte dès que la situation internationale devient tendue, c'est-à-dire que les ouvrages et casemates sont occupés en une heure par le personnel d'active (l'échelon A, composé de conscrits et de professionnels) et la moitié de l'armement est mis en service. Ce fut le cas de mars à avril 1936 (remilitarisation de la Rhénanie), de mars à mai 1938 (Anschluss), de septembre à octobre 1938 (crise des Sudètes) et à partir du 21 août 1939 (crise du corridor de Dantzig).
La mesure suivante est l'alerte renforcée, correspondante au rappel des réservistes frontaliers (échelon B1), ce qui permet en une journée de mettre l'ensemble de l'armement opérationnel. Elle est suivie par l'ordre de mise en sûreté, correspondant au rappel des réservistes non frontaliers affectés aux unités de forteresse (échelon B2) et l'occupation sous trois jours de toutes les positions avec des effectifs de guerre. Ensuite c'est l'ordre de couverture générale, c'est-à-dire le rappel de tous les réservistes affectés aux unités d'active permettant l'établissement sous six jours de 25 divisions le long de la frontière. Cette mobilisation partielle avait déjà été déclenchée du 23 septembre 1938 au 6 octobre de la même année. Le 24 août 1939, l'alerte renforcée est ordonnée en même temps que le dispositif de sûreté.
Le 25 août, l'Allemagne décrète la mobilisation générale pour le 26. Le 27 à minuit commence l'application de la couverture générale. Le 1er septembre, à la suite de l'attaque allemande contre la Pologne, la mobilisation générale française est décidée, applicable à partir du 2 à minuit ; la frontière avec l'Allemagne est fermée, les habitants de la zone frontalière sont évacués (notamment Strasbourg). Le 3 septembre 1939, le Royaume-Ui et la France déclarent la guerre à l'Allemagne.

### Drôle de guerre
Les premiers jours de la guerre, les forces françaises et la Wehrmacht allemande restent sur leurs positions respectives, à plusieurs kilomètres de la frontière. Du 9 au 21 septembre 1939, les 4e et 5e armées françaises , y compris quelques éléments d'infanterie de forteresse, sont engagées dans l'offensive de la Sarre.
Les ouvrages n'interviennent pas, faute d'objectifs à détruire, mis à part quelques tirs des tourelles pour soutenir les corps francs (de la part des ouvrages du Simserhof, du Grand-Hohékirkel, du Four-à-Chaux et du Hochwald).

### Mai 1940

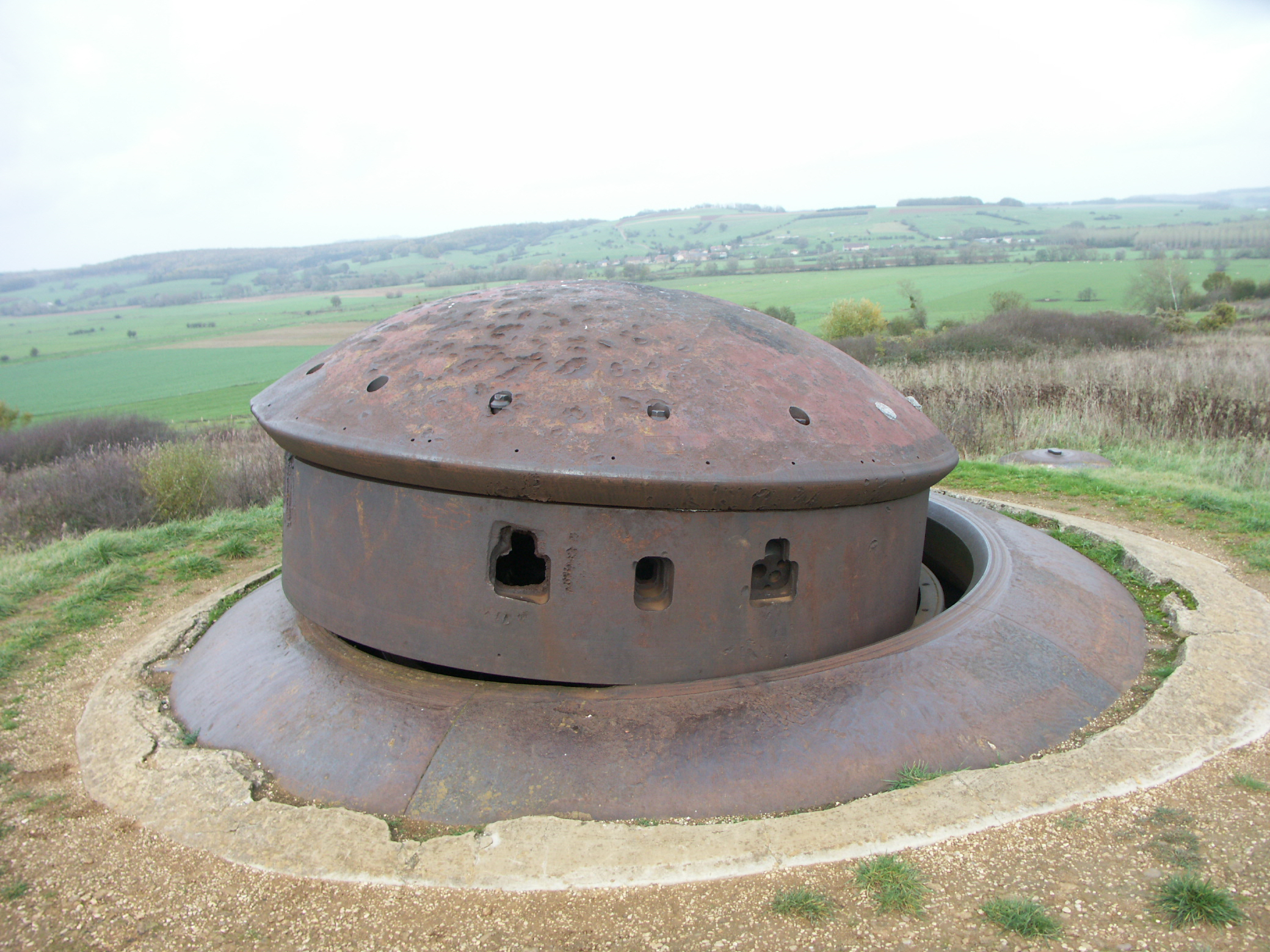
Tourelle pour deux armes mixtes arrachée par une charge explosive (ouvrage de La Ferté, bloc 2).

Le 10 mai 1940, la Wehrmacht passe à l'offensive à travers le Luxembourg, la Belgique et les Pays-Bas. Son axe principal évite les secteurs les plus puissants de la ligne Maginot, longeant la position avancée de Longwy (11 au 13 mai, finalement évacuée par les Français) avant de percer à travers le secteur défensif des Ardennes (à Monthermé) et le secteur fortifié de Montmédy (à Sedan) du 13 au 15 mai.
Les fortifications au nord-ouest de cette percée sont prises à partie au fur et à mesure de la progression allemande : d'abord le secteur de Maubeuge (du 16 et 23 mai), ensuite le secteur de l'Escaut (du 22 au 27 mai) et enfin le secteur des Flandres (lors de la bataille de Dunkerque, du 25 mai au 3 juin). Ces différents secteurs sont faiblement fortifiés, ils ne comptent aucun ouvrage d'artillerie : les casemates sont rapidement prises par les troupes allemandes attaquant sur leurs arrières tandis que les quelques ouvrages d'infanterie (Les Sarts, Bersillies, La Salmagne, Boussois et Eth) doivent se rendre après leur neutralisation par des tirs dans les embrasures et la destruction des bouches d'aération.
Il y a un cas particulier, l'ouvrage de La Ferté qui se trouve à l'extrémité du secteur de Montmédy : il s'agit d'un petit ouvrage d'infanterie (deux blocs), qui se retrouve isolé, dont tous les cuirassements (sept cloches et une tourelle) se font détruire par des pionniers allemands armés d'explosifs (17-19 mai) et dont l'équipage meurt asphyxié.

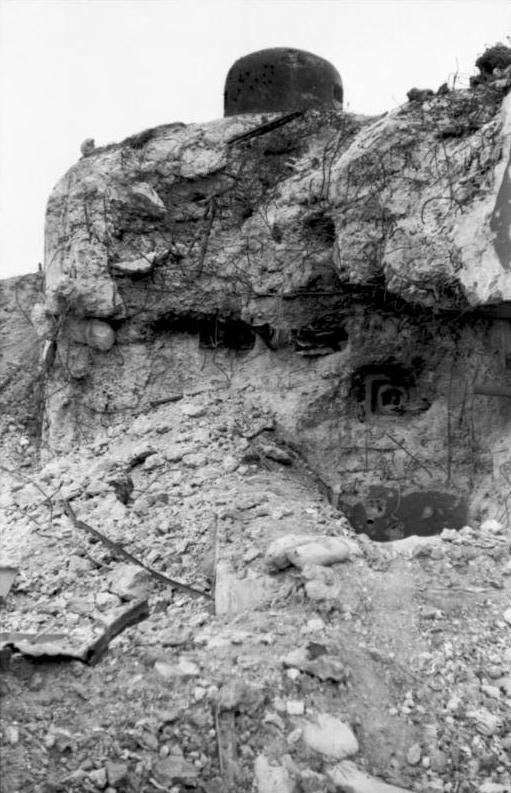
Façade totalement labourée par les obus allemands.
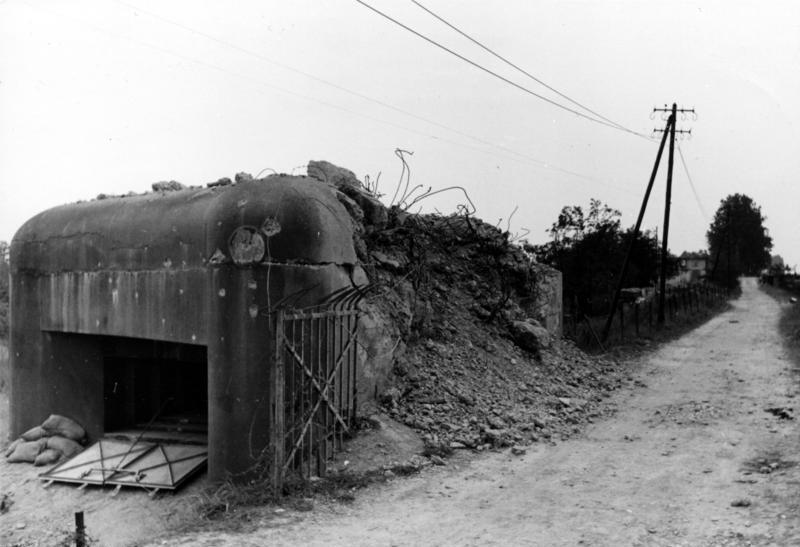
Casemate abandonnée après le pilonnage d'un de ses murs.
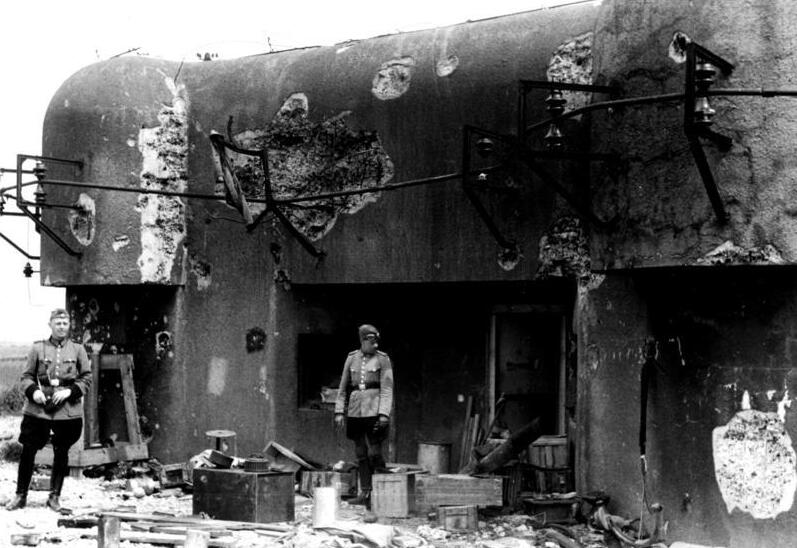
Policiers allemands posant devant la façade d'une casemate abîmée.
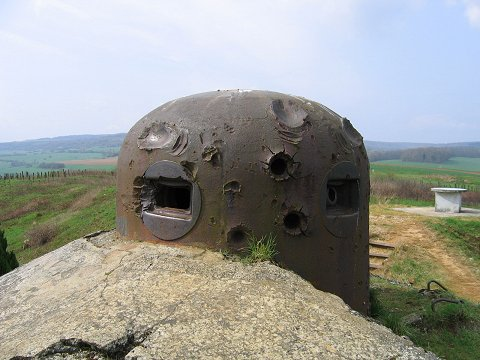
Cloche GFM de l'ouvrage de La Ferté, marquée par les impacts.

### Juin 1940

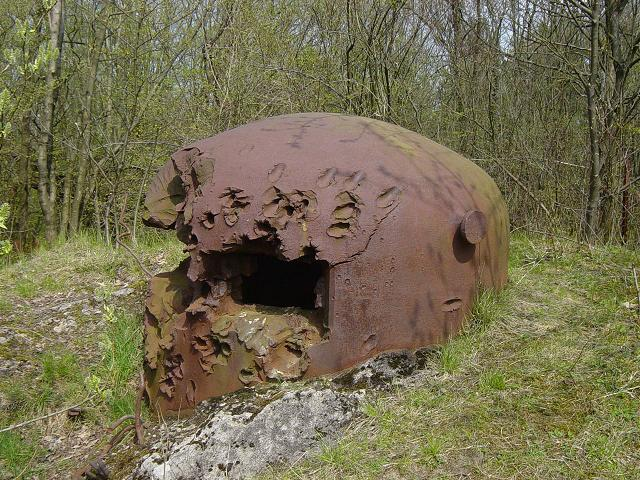
Cloche GFM du bloc 2 de l'ouvrage du Kerfent, détruite par les canons de 88 mm et de 37 mm allemands le 21 juin 1940.

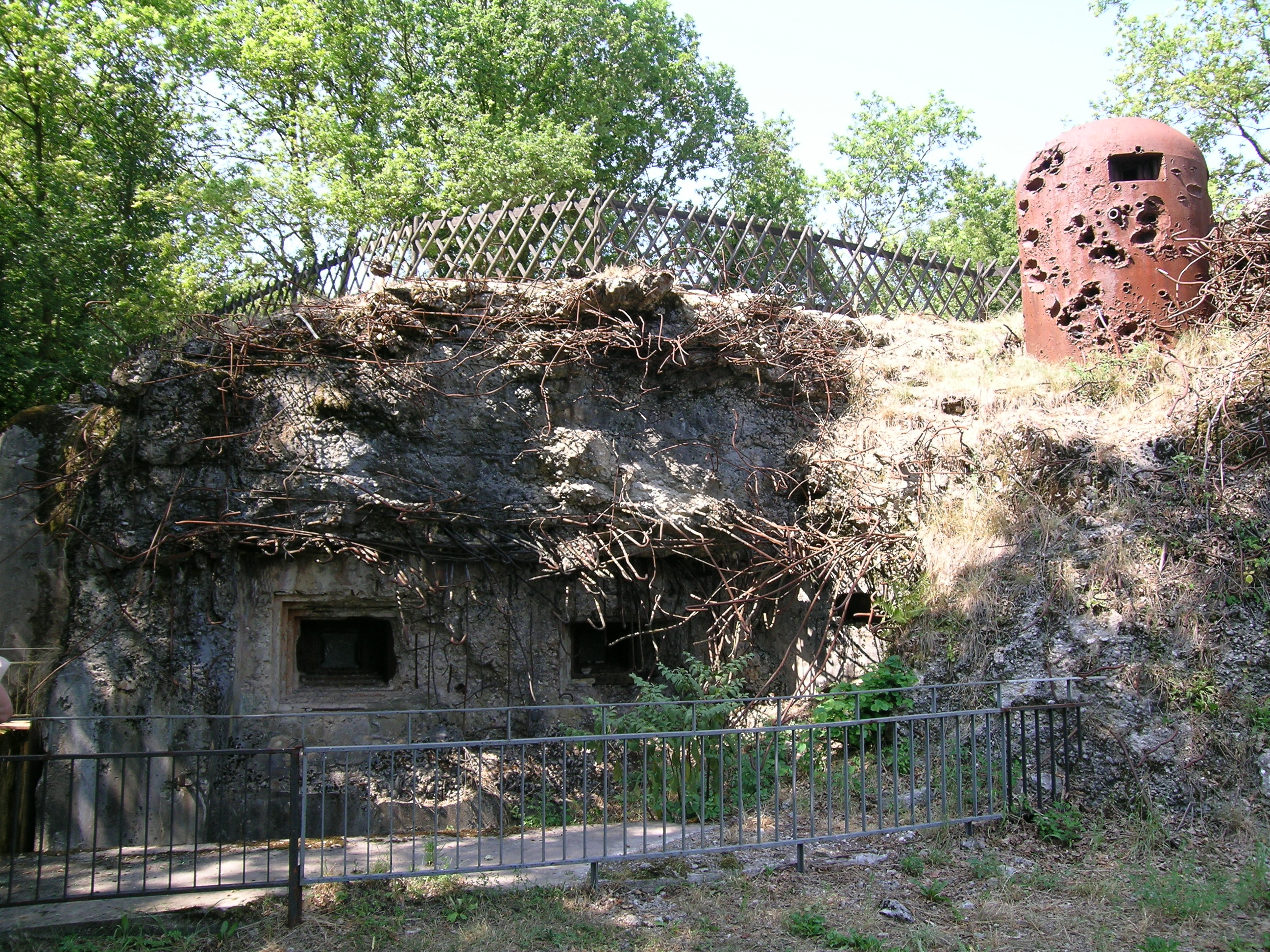
Façade d'une casemate percée par les obus allemands (bloc 2 de l'ouvrage du Bambesch).

Les 5 et 9 juin, les armées allemandes percent de nouveau le front sur la Somme et l'Aisne. Le 12 juin, les troupes françaises en Lorraine reçoivent l'ordre de décrocher progressivement vers le sud pour éviter l'encerclement. Au même moment le groupe d'armée C allemand a ordre de se lancer frontalement à l'attaque des secteurs les plus faibles de la ligne Maginot en Alsace-Lorraine, c'est-à-dire dans la trouée de la Sarre et sur le Rhin. L'attaque rencontre donc un dispositif affaibli parce que, contrairement au plan de défense initial, une partie des troupes d'intervalles, censées protéger la zone entre les fortifications, a été retirée pour éviter d'être encerclée sur place.
Dans la Sarre (opération Tiger), la 1re armée allemande attaque la première ligne de casemates STG le 14 juin, avant d'emporter les deux lignes le 15 à la suite de l'évacuation des troupes d'intervalle françaises dans la nuit du 14 au 15. Les forces allemandes se déploient donc sur les arrières des ouvrages de Lorraine dès le 17 : l'évacuation des ouvrages est annulée. Sur le Rhin (opération Kleiner Bär), la 7e armée allemande établit des têtes de pont sur la rive gauche entre Rhinau et Neuf-Brisach le 15 juin, juste avant que les Français évacuent (le 17), ce qui permet la prise de Colmar, puis de Belfort le 19. Quant aux troupes françaises battant en retraite vers le sud, elles finissent par se rendre entre le 21 et le 25 juin. Les ouvrages sont désormais encerclés, ce qui va permettre aux Allemands de les attaquer plus facilement.
Le 19 juin, une percée est réussie dans le secteur des Vosges, malgré les tirs du Four-à-Chaux. Le 20, c'est au tour des casemates du plateau d'Aschbach, qui résistent grâce à l'appui de l'artillerie du Schœnenbourg. Les casemates et surtout les ouvrages sont bombardés par des stukas et par l'artillerie lourde (le Schœnenbourg reçoit 160 bombes, 50 obus de 420 mm et 33 de 280 mm).

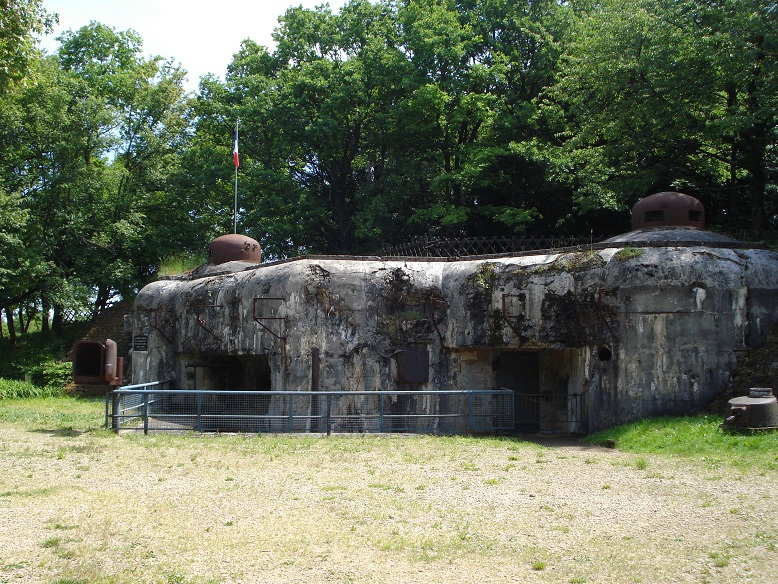
Bloc 3 de l'ouvrage du Bambesch, capturé par les Allemands le 20 juin 1940.

Dans les autres secteurs, les Allemands se limitent principalement à des tirs tendus contre les murs arrière et contre les embrasures des blocs, ce qui, au bout de plusieurs heures de tir, finit par percer le béton et l'acier des cloches. Dans le secteur de Faulquemont, le Bambesch est attaqué le 20, un canon de 88 mm perce le bloc 2, ce qui entraine la reddition de l'ouvrage. Le 21, c'est au tour du Kerfent dont le bloc 3 est perforé à coups de 88 mm, tandis qu'à l'Einseling un assaut sur les dessus est repoussé par les mortiers de 81 mm du Laudrefang. Ce dernier, ainsi que le Teting, seront vivement canonnés jusqu'à la conclusion de l'armistice.
Dans le secteur de la Crusnes, les ouvrages de la Ferme-Chappy et de Fermont sont attaqués le 21 : après une préparation d'artillerie lourde (210 mm Krupp et 305 mm Skoda), des bombardements par stukas et des tirs de canons de 88 mm, les sections d'assaut sont repoussés par les tirs du Latiremont (1 577 obus tirés en un jour). Dans le secteur de Boulay, l'ouvrage du Michelsberg est attaqué le 22 juin, mais les tirs des ouvrages voisins (Hackenberg et Mont-des-Welsches) nettoient rapidement les approches. Dans le secteur de Rohrbach, après la reddition le 21 du Haut-Poirier (bloc 3 percé par un obus perforant de 150 mm), la même chose se produit au Welschhof le 24 avec le bloc 1.
L'armistice entre la France et l'Allemagne est signé le 22 juin 1940, mais il n'entre en application que le 25 juin à 0 h 35, après qu'un armistice entre la France et l'Italie ait été signé (le 24 au soir). Les Allemands prennent possession des ouvrages du Nord-Est du 26 juin au 2 juillet, les Italiens ceux du Sud-Est, et les équipages sont faits prisonniers ; les plans des ouvrages sont livrés à l'occupant.

### Front italien
Les secteurs fortifiés du Sud-Est dépendent en temps de paix des 14e et 15e région militaire (QG respectifs à Lyon et Marseille). Ils sont mis en alerte en même temps que ceux du Nord-Est le 22 août 1939, puis dès le lendemain les réservistes des unités de forteresse sont appelés ; la mobilisation générale commence le 2 septembre, portant en quinze jours la 6e armée (appelé aussi l'armée des Alpes), à qui est confiée la défense de la frontière du Sud-Est, a son effectif maximal. Les troupes occupent alors leurs positions face au royaume d'Italie avec laquelle la République française n'est pas en guerre. Cette situation se poursuit jusqu'à la déclaration de guerre de l'Italie à la France et au Royaume-Uni le 10 juin 1940. Dès le premier jour des hostilités, tous les ponts et tunnels des cols sont détruits par le génie. Étant donné l'enneigement tardif pour la saison, les Italiens retardent leur attaque. L'offensive ne commence qu'à partir du 20 juin, malgré le mauvais temps (interdisant les bombardements aériens).
En Savoie, les attaques du Corpo d'Armato Alpino en Tarentaise (cols de la Seigne et du Petit-Saint-Bernard : opération Bernardo) et du 1° Corpo d'Armata en Maurienne (col du Mont-Cenis) sont bloquées par les avant-postes et l'artillerie des ouvrages jusqu'à l'armistice.
Dans le secteur du Dauphiné, le 4° Corpo d'Armata, chargé de prendre le Briançonnais, est lui aussi bloqué au col de Montgenèvre ; le 21 juin, quatre mortiers français de 280 mm neutralisent le fort italien du Chaberton (dont les huit tourelles d'artillerie bombardaient l'ouvrage du Janus). En Ubaye, le 2° Corpo d'Armata (opération Maddalena) est arrêté juste après le col de Larche par les avant-postes soutenus par les tirs des ouvrages de Saint-Ours Haut et de Roche-la-Croix.
Dans la partie montagneuse des Alpes-Maritimes, les avant-postes ne sont presque pas inquiétés, rapidement dégagés par les tirs des ouvrages (de Rimplas et de Flaut). Les attaques sont plus importantes le long de la côte, dès le 14 juin, en raison de l'absence de neige (opération Riviera menée par le 15° Corpo d'Armata) : les points d'appui le long de la frontière doivent être évacués le 22, une partie de Menton est prise par les Italiens, mais là aussi les avant-postes français résistent grâce aux tirs de soutien des ouvrages (notamment ceux du Mont-Agel et du Cap-Martin) et des batteries d'intervalle.
L'armistice du 24 juin 1940 entre l'Italie et la France est signé à Rome, avec application le 25 juin à 0 h 35. Les fortifications du Sud-Est se trouvent dans la zone d'occupation italienne en France et sont évacuées (avec une partie du matériel) avant le 5 juillet.

### Occupation allemande

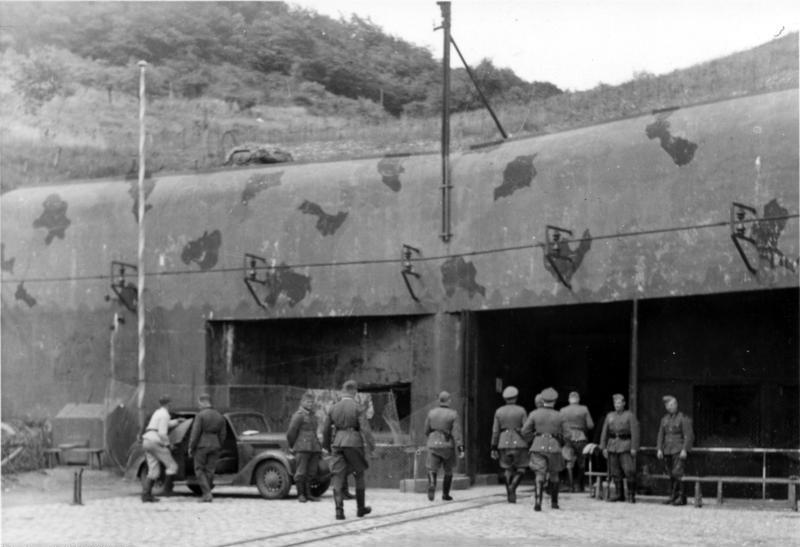
Visite de l'ouvrage du Hackenberg par le Generalleutnant Kurt Daluege (ici à l'entrée des munitions).

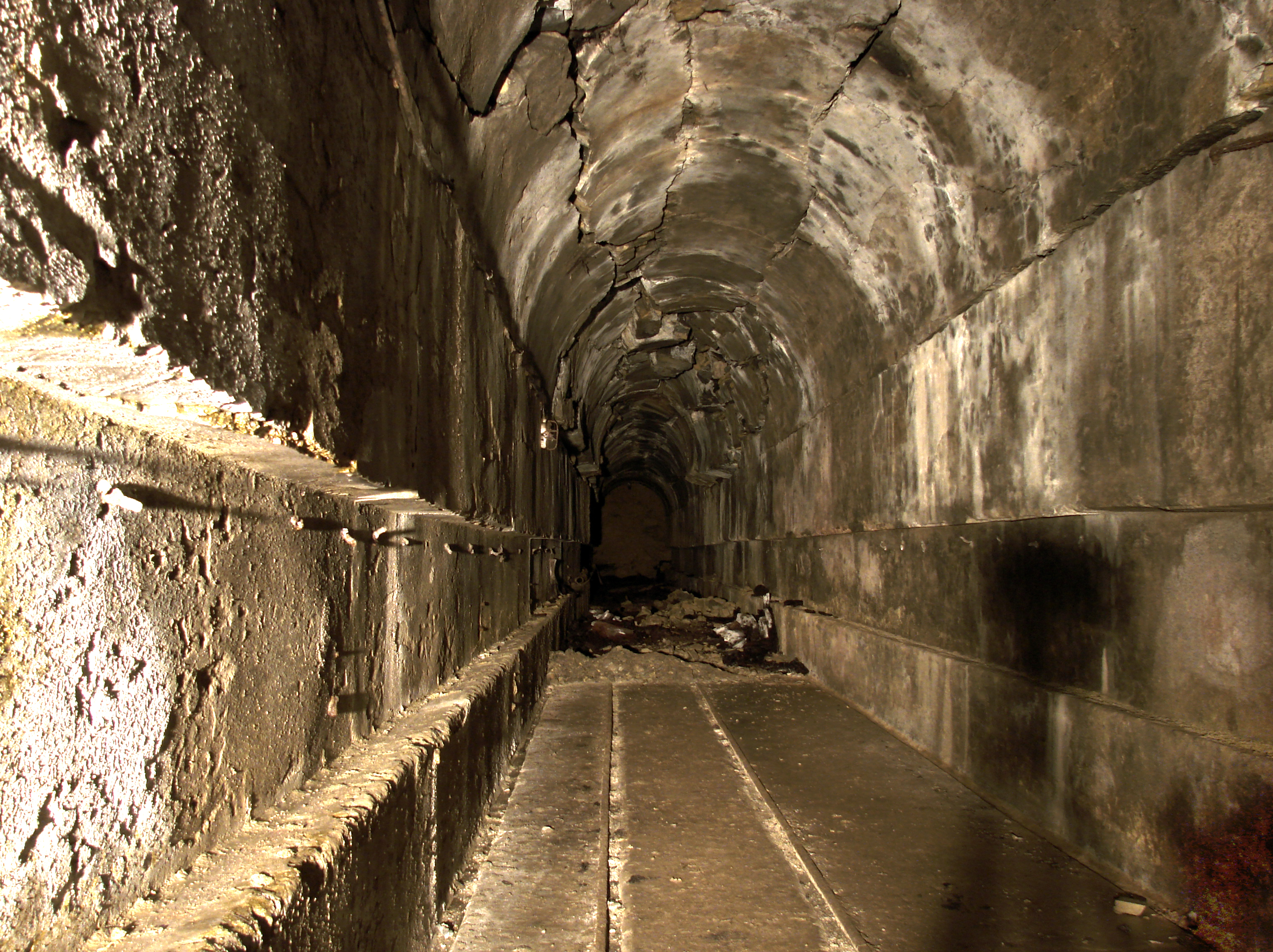
Le bloc 1 de l'ouvrage du Four-à-Chaux, témoin des expérimentations allemandes : du gaz explosif fut testé à l'intérieur du bloc.

À la suite de l'armistice, les ouvrages du Nord-Est sont occupés par l'armée allemande, qui maintient sur place des petites équipes de prisonniers de guerre pour assurer le déminage, l'entretien et expliquer le fonctionnement des équipements. Début 1941, les services de propagande allemands organisent quelques reconstitutions filmées des combats de 1940 : bombardements lourds, tirs dans les embrasures et assaut au lance-flamme.
À partir de l'été 1941, commencent les opérations de récupération d'une partie de l'armement et de l'équipement, pour équiper les fortifications allemandes (entre autres le mur de l'Atlantique) ou être stockées. Sont enlevés :
- la totalité de l'armement d'infanterie (fusils-mitrailleurs, jumelages de mitrailleuses, armes mixtes et canons antichars de 47, 37 et 25 mm) ;
- deux tourelles pour canons de 75 mm, une tourelle de mitrailleuses, huit tourelles pour deux armes mixtes et six tourelles pour une arme mixte et un mortier[N 16] ;
- seize cloches pour arme mixte, vingt-sept cloches GFM et deux cloches lance-grenade ;
- la majorité des tourelles démontables se trouvant dans les intervalles ;
- la majorité des stocks de munitions (les projectiles de 75 mm et de 81 mm étant utilisables pour les pièces allemandes et roumaines, ceux de 135 mm servant d'explosifs ou de mines) ;
- la majorité des groupes électrogènes (plusieurs vont se retrouver dans les bases de sous-marins) ;
- les instruments d'optique (pointage et observation), le matériel de transmission, les câbles et appareils électriques ;
- tous les réseaux de rails (sauf autour de certains ouvrages).

À partir de 1944, à la suite des bombardements anglo-américains sur l'Allemagne et la France, quelques ouvrages sont réutilisés, trois sont transformés pour servir en cas de besoin de PC souterrain pour des états-majors (Rochonvillers, Molvange et Sœtrich), deux autres comme dépôts (pour la Reichspost au Mont-des-Welsches, pour la Kriegsmarine au Simserhof) et cinq autres comme usines d'armement (Métrich, Hackenberg, Michelsberg, Anzeling et Hochwald). Ces usines étaient installées dans le magasin à munitions des ouvrages et employaient des prisonniers ou des déportés soviétiques.

### Combats de 1944-1945

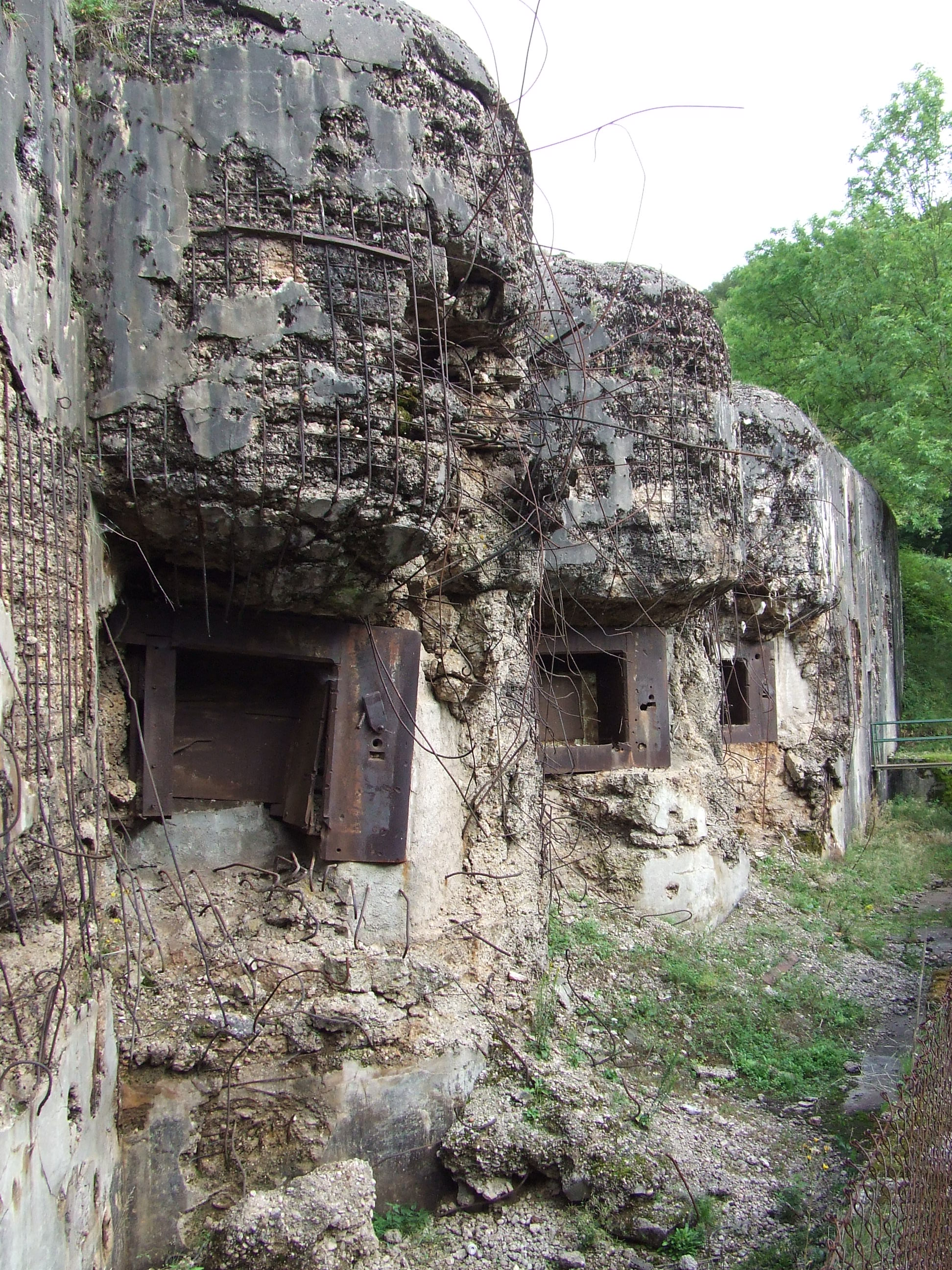
Façade du bloc 8 de l'ouvrage du Hackenberg, percée par les obus américains en novembre 1944.

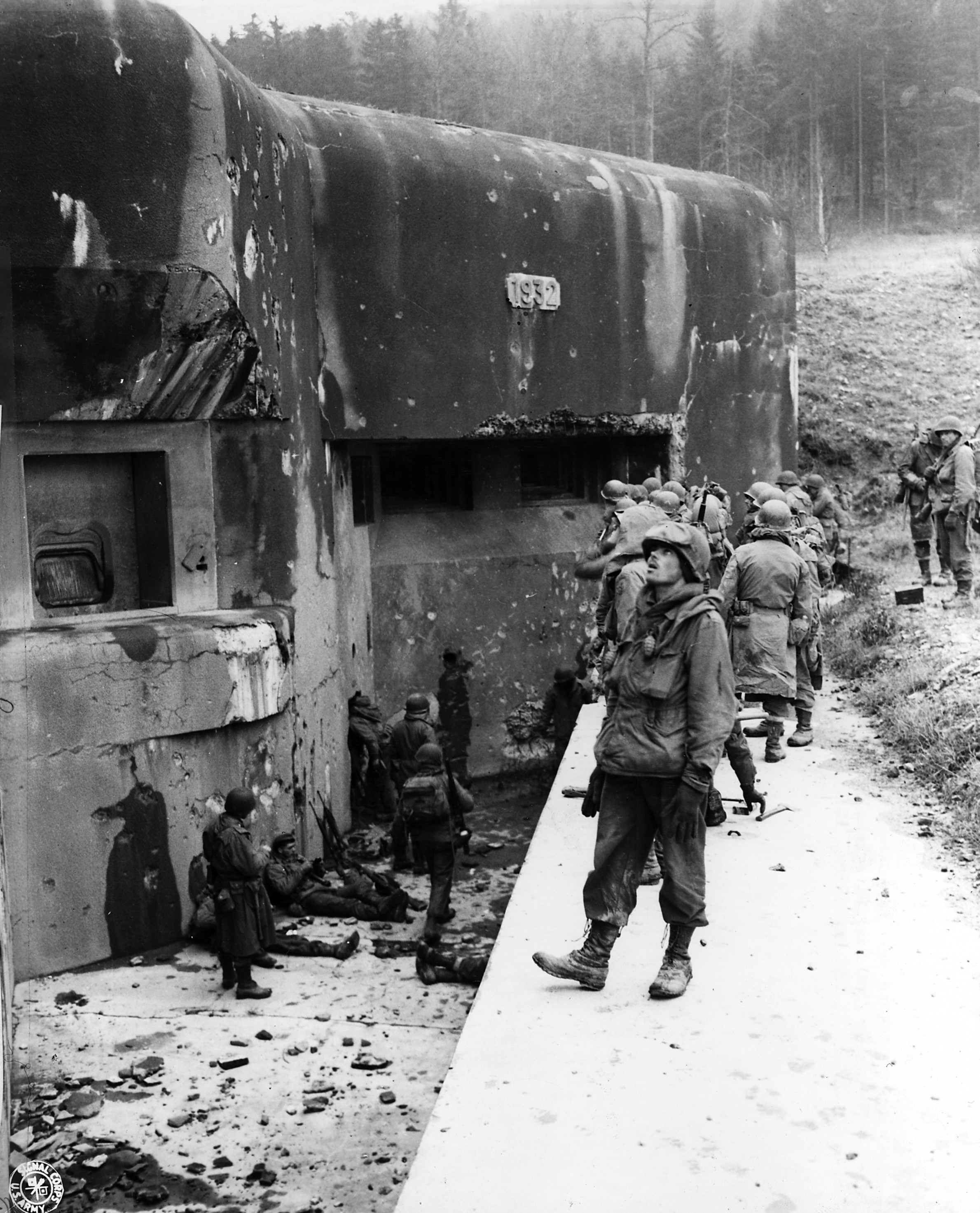
Troupes américaines inspectant les fortifications en 1944 (bloc 11 de l'ouvrage du Hochwald).

À la suite de la défaite allemande en août 1944 lors de la bataille de Normandie, le haut-commandement allemand ordonne de remettre en état les fortifications le long des frontières occidentales du Reich, soit non seulement la ligne Siegfried, mais aussi celles se trouvant en Alsace-Moselle (territoires annexés en juillet 1940) : les vieux forts autour de Metz et de Thionville (formant « l'arsenal de Metz-Thionville ») et des éléments de la ligne Maginot.
Les forces américaines arrivent en Lorraine au début de septembre 1944 : il s'agit des éléments de la 3e armée du général Patton, qui sont bloqués devant Metz jusqu'au début de novembre. Certains éléments de la ligne sont alors utilisés par les Allemands pour retarder l'avance américaine, les autres sont sabotés. Le 15 novembre 1944, les Américains de la 90th ID sont repoussés par les tirs du bloc 8 de l'ouvrage du Hackenberg (trois canons de 75 mm en casemate servis par des éléments de la 19. VGD) : le bloc est neutralisé le 16 par un canon automoteur de 155 mm qui perce la façade, avant que l'ouvrage ne soit occupé le 19. Le 25, les casemates et ouvrages du secteur fortifié de Faulquemont défendus par quelques éléments de la 36. VGD allemande sont pris par la 80th ID américaine après un pilonnage au canon de 90 mm antichar (notamment contre le bloc 3 de l'ouvrage du Bambesch). Le 7 décembre, les casemates du secteur fortifié de la Sarre entre Wittring et Achen sont prises d'assaut par la 12th AD et la 26th ID.
En Alsace, la majeure partie de la plaine est libérée en novembre 1944, mise à part la poche de Colmar. Les casemates de la berge gauche du Rhin étant inutiles pour les Allemands, elles sont systématiquement neutralisées. Au nord de l'Alsace, c'est la 7e armée américaine du général Patch qui doit percer ; son XV Corps doit passer par la région de Bitche, où la défense est beaucoup plus sérieuse. La 44th ID s'occupe de l'ouvrage du Simserhof du 13 au 19 décembre 1944 et la 100th ID de l'ouvrage du Schiesseck du 17 au 21 : après d'importants bombardements à coup d'obus et de bombes, puis des tirs dans les embrasures par des Tanks Destroyers (bloc 5 du Simserhof), il faut recouvrir de terre les cuirassements avec des chars-bulldozers (des M4 Dozer-Tank (en)) et lancer des assauts d'infanterie sur les dessus pour que les garnisons allemandes (éléments de la 25.PGD) évacuent. Les Américains rendent immédiatement inutilisables les différents blocs.
Toutes les opérations offensives sont suspendues à la suite des contre-offensives allemandes dans les Ardennes et dans le nord de l'Alsace, l'inquiétude est telle que le général Charles Griveaud est appelé afin de renseigner les Américains sur les moyens de la mettre hors d'état de nuire ou de s'en servir ; les forces américaines sont même évacuées d'Alsace. Lors de cette nouvelle occupation entre janvier et mars 1945, les Allemands vont saboter systématiquement les casemates et les ouvrages qui sont encore en état (Hochwald et Schœnenbourg). La région de Bitche est reprise par les Américains de la 100th ID lors de l'opération Undertone les 15 et 16 mars 1945.

### Guerre froide

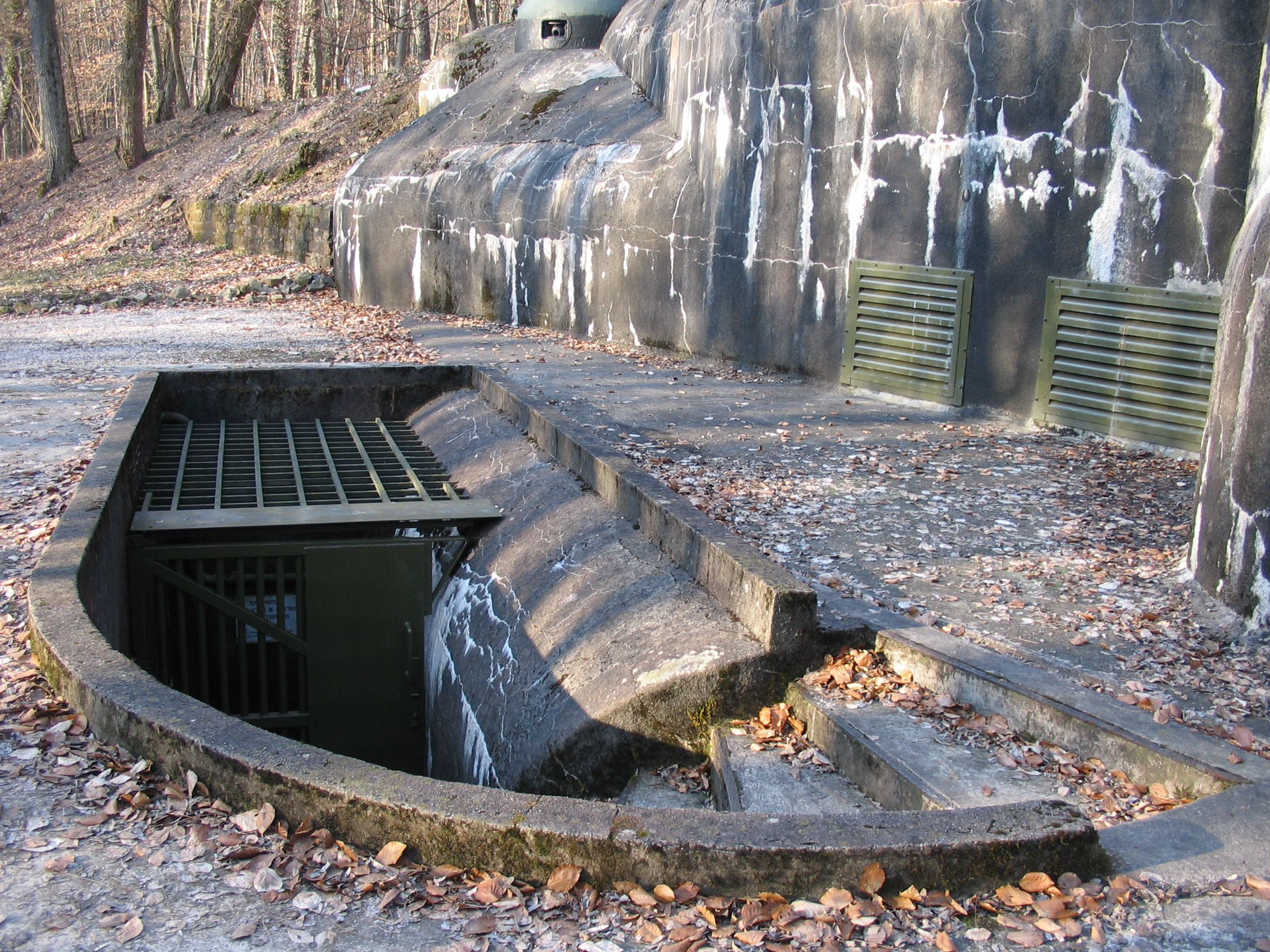
Entrée des hommes de l'ouvrage de Schœnenbourg modifiée après 1950.

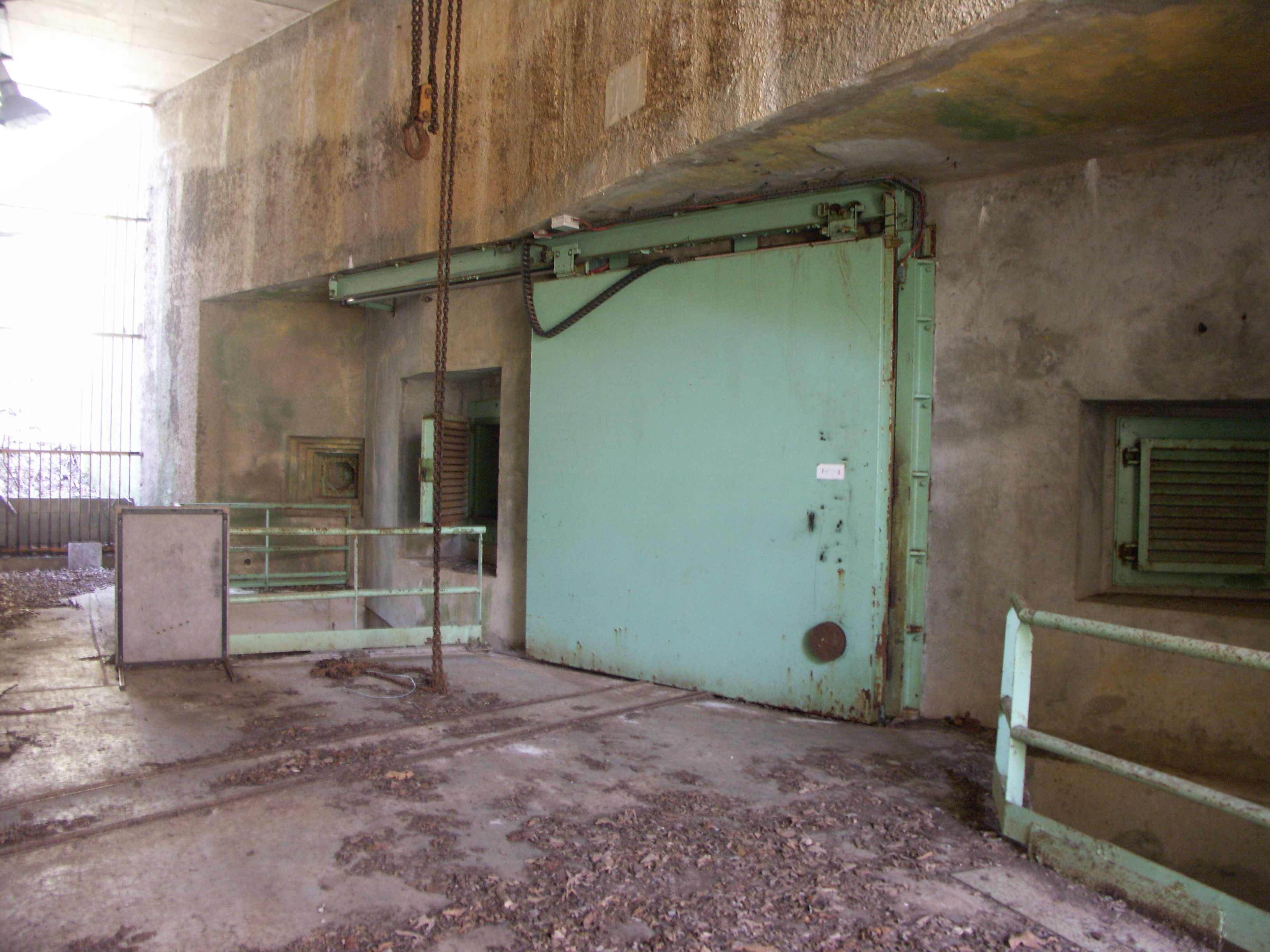
Porte antiatomique de l'entrée des munitions de l'ouvrage de Rochonvillers, transformé en 1980-1981 en PC souterrain.

Après la guerre, l'armée française réinvestit la ligne, qui n'est plus opérationnelle en raison d'une part des dégâts subis lors des combats de 1940 et 1944, d'autre part des démontages (au profit du mur de l'Atlantique) et des essais. Dès mars 1946, après inventaire, le génie entreprend pour certains cas une remise en état partielle (à partir des pièces de rechange), pour les autres, des mesures de conservation (nettoyage et fermeture) sont prises.
À partir de 1949, le début de la guerre froide et la création de l'OTAN face à la menace soviétique motivent l'accélération de la remise en état de la ligne Maginot (priorité aux groupes électrogènes et aux tourelles d'artillerie). En 1950 est créé un organisme chargé des fortifications : le Comité technique des fortifications (CTF). En plus de la remise en état, le Comité doit moderniser la ligne, notamment par des projets de protection contre le souffle des explosions nucléaires, de développement de matériels nouveaux (missiles antichars ; remplacement des canons de 75 mm par des 105 mm), d'arasement des cloches, de meilleurs réseaux de transmission, d'installation de champs de mines, de prise d'air à travers la rocaille, etc.). Dans le cadre théorique du dispositif arrière des forces de l'OTAN, sont prévus par les Français trois « môles fortifiés » remis en état en priorité entre 1951 et 1953 : môle de Rochonvillers (Rochonvillers, Bréhain, Molvange et Immerhof), de Bitche (Simserhof, Schiesseck, Otterbiel et Grand-Hohékirkel) et d'Haguenau (Four-à-Chaux, Lembach, Hochwald et Schœnenbourg). Trois autres môles sont prévus en priorité secondaire : môle de Crusnes (Fermont et Latiremont), de Thionville (du Soetrich au Billig) et de Boulay (du Hackenberg au Dentig). Les travaux ne se limitent pas à ces môles, les ouvrages du Sud-Est (Alpes) sont remis en état, la zone d'inondation du secteur de la Sarre est réparée (étangs-réservoirs et digues), de nombreux blocs d'ouvrage ayant été matraqués par des obus sont à nouveau bétonnés. Comme une partie de l'armement manque, la production des différents modèles est relancée en 1952.
Deux ouvrages sont cédés à l'Armée de l'air pour en faire des bases radars : en 1954 le Mont-Agel (devient en 1960 la base aérienne 943 de Roquebrune-Cap-Martin) et en 1956 le Hochwald (devient en 1960 la base aérienne 901 de Drachenbronn).

## Muséification et patrimoine naturel

### Déclassement
En 1960, tous les travaux sont arrêtés, les projets sont annulés, avant que les ouvrages ne soient progressivement déclassés à partir de 1964, car « n'ayant aucun rôle à jouer dans les plans de l'OTAN » : le contexte est à la détente, les missiles à tête nucléaire (explosion de la première arme nucléaire française en février 1960) servant de dissuasion rendent obsolètes les fortifications linéaires. L'armée abandonne les ouvrages (sauf le Hochwald, le Rochonvillers, le Molvange et le Soetrich), en n'y faisant d'abord que du gardiennage, avant de commencer à vendre les terrains (première vente de casemates en 1970, de l'ouvrage d'Aumetz en 1972, du Mauvais-Bois en 1973, etc.). La majorité des casemates et les blocs ont leurs cuirassements démantelés et envoyés à la ferraille, ils sont généralement vandalisés et pillés (notamment les câbles en cuivre), d'où le remblayage de certaines entrées. Dans le cas de l'ouvrage de Rochonvillers, les installations souterraines sont utilisées par l'OTAN de 1952 à 1967 (PC du CENTAG : Central Army Group (en)), avant de connaitre en 1980 des travaux visant à le transformer en PC souterrain pour la 1re armée française : protection NBC pour les entrées, usine et caserne modernisées, le magasin à munitions transformé en centre opérationnel et des antennes placées sur les dessus. En mai 1997, le PC est démantelé.

### Ouvertures au public
Si quelques ouvrages sont encore propriétés de l'armée, la majorité a été rachetée par des communes ou est propriété privée.
Aujourd'hui, plusieurs associations ont pris en charge certains ouvrages, les ont restaurés et ont ainsi ouvert au public un pan de l’histoire française aujourd'hui encore largement méconnu. Certains ouvrages sont ouverts presque tous les jours, d'autres, seulement certains jours. Les principaux sites ouverts au public sont de l'ouest vers l'est et du nord vers le sud :
- l'ouvrage de La Salmagne, à Vieux-Reng (Nord) ;
- l'ouvrage de La Ferté, à La Ferté-sur-Chiers (Ardennes)[32] ;
- l'ouvrage du Bois-du-Four, à Villers-la-Montagne (Meurthe-et-Moselle) ;
- l'ouvrage de Fermont, à Montigny-sur-Chiers (Meurthe-et-Moselle) ;
- l'ouvrage de l'Immerhof, à Hettange-Grande (Moselle) ;
- l'ouvrage du Bois-Karre, à Boust (Moselle)[33] ;
- l'ouvrage du Galgenberg, à Cattenom[33] (Moselle) ;
- l'ouvrage du Hackenberg, à Veckring (Moselle) ;
- l'ouvrage du Bambesch, à Bambiderstroff (Moselle) ;
- l'ouvrage du Simserhof, à Siersthal (Moselle) ;
- l'ouvrage de Rohrbach (alias fort Casso), à Rohrbach-lès-Bitche (Moselle) ;
- un tronçon de la « ligne Maginot aquatique »[34], à Barst (Moselle) ;
- l'ouvrage du Four-à-Chaux, à Lembach (Bas-Rhin) ;
- l'ouvrage de Schœnenbourg, à Ingolsheim (Bas-Rhin) ;
- la casemate de l'Aschenbach, à Uffheim (Haut-Rhin) ;
- l'ouvrage de Saint-Gobain, à Modane (Savoie) ;
- l'ouvrage du Gondran E, à Montgenèvre (Hautes-Alpes) ;
- l'ouvrage des Aittes, à Cervières (Hautes-Alpes) ;
- les ouvrages de Saint-Ours Haut, Saint-Ours Bas et de Roche-la-Croix, à Val d'Oronaye (Alpes-de-Haute-Provence) ;
- l'ouvrage de Sainte-Agnès, à Sainte-Agnès (Alpes-Maritimes) ;
- l'ouvrage du Cap-Martin à Roquebrune-Cap-Martin (Alpes-Maritimes).

### Havre de paix pour certaines espèces
Certains de ces ouvrages sont aujourd'hui protégés suite au travail de prospection et de protection de naturalistes, scientifiques et collectivités locales pour permettre de créer des zones préservées pour la biodiversité, et notamment pour les chiroptères. 
C'est ainsi le cas à plusieurs endroits, comme dans le parc naturel régional des Ardennes ou le parc naturel régional de l'Avesnois, entre autres. 
Par exemple, le blockhaus de Gommegnies a été protégé pour que plus personne ne puisse y accéder hormis la faune qui y a trouvé refuge, comme les pipistrelles ou les murins, mais pas seulement : les hirondelles y nichent aussi au printemps et les amphibiens y trouvent refuge en hiver.

## Dans les arts et la culture populaire

### Littérature

#### Roman
- Dans Un balcon en forêt (1958), Julien Gracq situe le cadre de son roman dans une maison forte de la forêt ardennaise.
- Dans En vieillissant les hommes pleurent (2012), Jean-Luc Seigle place dans la bouche du personnage Gilles Chassaing un exposé à ses étudiants : L'Imaginot ou Essai sur un rêve du béton armé (p. 217-247), qui est une virulente réhabilitation de la conception et de l'utilisation de la ligne Maginot.
- Au début de Miroir de nos peines (2020), Pierre Lemaître décrit à travers les yeux de ses deux personnages, Gabriel et Raoul Landrade, la vie quotidienne de la garnison militaire d'un important bloc de défense (fictif), le Mayenberg, durant la drôle de guerre (jusqu'au déclenchement de l'offensive allemande en mai 1940).

#### Bande dessinées
- Une série est publiée aux éditions Plein Vent sur le sujet : Ligne Maginot : Tome 1 : La Bataille des Alpes, Editions Plein Vent, 2023.

#### Autre
- Dans l'ouvrage collaboratif de Tristan Garcia (nouvelles) et Alexandre Guirkinger (photographie), La ligne (2016), on trouve des textes traitant de la ligne Maginot et de la notion de frontière.

### Filmographie

#### Cinéma
- 1937 : Double Crime sur la ligne Maginot de Félix Gandéra.
- 2004 : Les Rivières Pourpres 2 : Les Anges de l’Apocalypse, de Olivier Dahan : quelques scènes du film ont utilisé la ligne Maginot (la tourelle de mitrailleuses et les galeries de l'ouvrage de Fermont) comme décor et cadre pour une partie du film.

#### Documentaires
- 2015 : Les Sentinelles oubliées - Au Sud de la Ligne Maginot de Fabienne Mahé.
- 2017 : Les Secrets de la ligne Maginot d'André Annosse.
- 2018 : 
  - Maginot, au-delà d'une ligne de Jacques Pessis.
  - Maginot VS Siegfried - La Guerre des Lignes de Barbara Necek.
- 2022 : La ligne Maginot : la muraille française de Grit Lederer.